# Jair Bolsonaro
« Bolsonaro » redirige ici. Pour les autres significations, voir Bolsonaro (homonymie).
Jair Messias Bolsonaro (/ʒaˈiʁ bowsoˈnaɾu/), né le 21 mars 1955 à Glicério (État de São Paulo), est un militaire et homme d'État brésilien. Après avoir été député fédéral de Rio de Janeiro pendant 28 ans pour des partis de droite conservatrice, il est président du Brésil du 1er janvier 2019 au 1er janvier 2023.
Militaire de profession, il s’élève rapidement au grade de capitaine d'artillerie de l'armée de terre. À la fin des années 1980, en raison de conflits avec sa hiérarchie, il devient militaire de réserve.
Entré en politique, il est élu conseiller municipal de Rio de Janeiro en 1988 et député fédéral pour Rio en 1990, sous l’étiquette du Parti démocrate chrétien (PDC). Il siège constamment sur les bancs de la Chambre des députés jusqu'en 2019, avec le soutien successif de plusieurs partis de droite (PPR, PPB, PTB, PP, PSC).
Ses propos sexistes, homophobes et racistes, ainsi que sa nostalgie pour la dictature militaire de 1964-1985, lui valent d'être classé à l'extrême droite de l'échiquier politique. Jusqu'à sa candidature présidentielle de 2018, il est perçu comme une figure politique isolée, sa notoriété tenant alors essentiellement à ses propos polémiques.
Candidat du Parti social-libéral (PSL) à l'élection présidentielle de 2018, il devient favori après l'emprisonnement de l'ancien président de gauche Luiz Inácio Lula da Silva, alors en tête des sondages. Victime pendant la campagne d'une tentative d’assassinat de la part d'un déséquilibré, il échappe de peu à la mort, ce qui renforce sa popularité. Il est élu au second tour avec 55,1 % des voix face à Fernando Haddad, candidat du Parti des travailleurs (PT). Il succède à Michel Temer, avec Hamilton Mourão comme vice-président.
Commencé par des décisions controversées au sujet du climat et de la réforme des universités, son mandat est marqué par la pandémie de Covid-19, durant laquelle il prend des décisions critiquées et tient des propos jugés complotistes, et par le remplacement du programme social Bolsa Família par celui d'Auxílio Brasil. Accusé par des associations d’être responsable d’un génocide des peuples autochtones et d’avoir accéléré la destruction de la forêt amazonienne, il est visé par des plaintes à la Cour pénale internationale. À plusieurs reprises, il est hospitalisé en raison des suites de sa tentative d'assassinat de 2018.
Candidat pour un second mandat en 2022 avec l’investiture du Parti libéral (PL), il est battu lors de l’élection présidentielle la plus serrée de l’histoire du Brésil, recueillant 49,1 % des voix face à l’ancien président Lula ; aux élections parlementaires, son parti obtient le plus d’élus au Congrès national. Deux jours avant la fin de sa présidence, il quitte le Brésil pour les États-Unis et n’assiste pas à l’investiture de son successeur. En 2023, il est condamné à huit ans d'inéligibilité (pt) par le Tribunal supérieur électoral (pt) et se voit poursuivi pour une tentative de coup d'État.

## Situation personnelle

### Origines et enfance

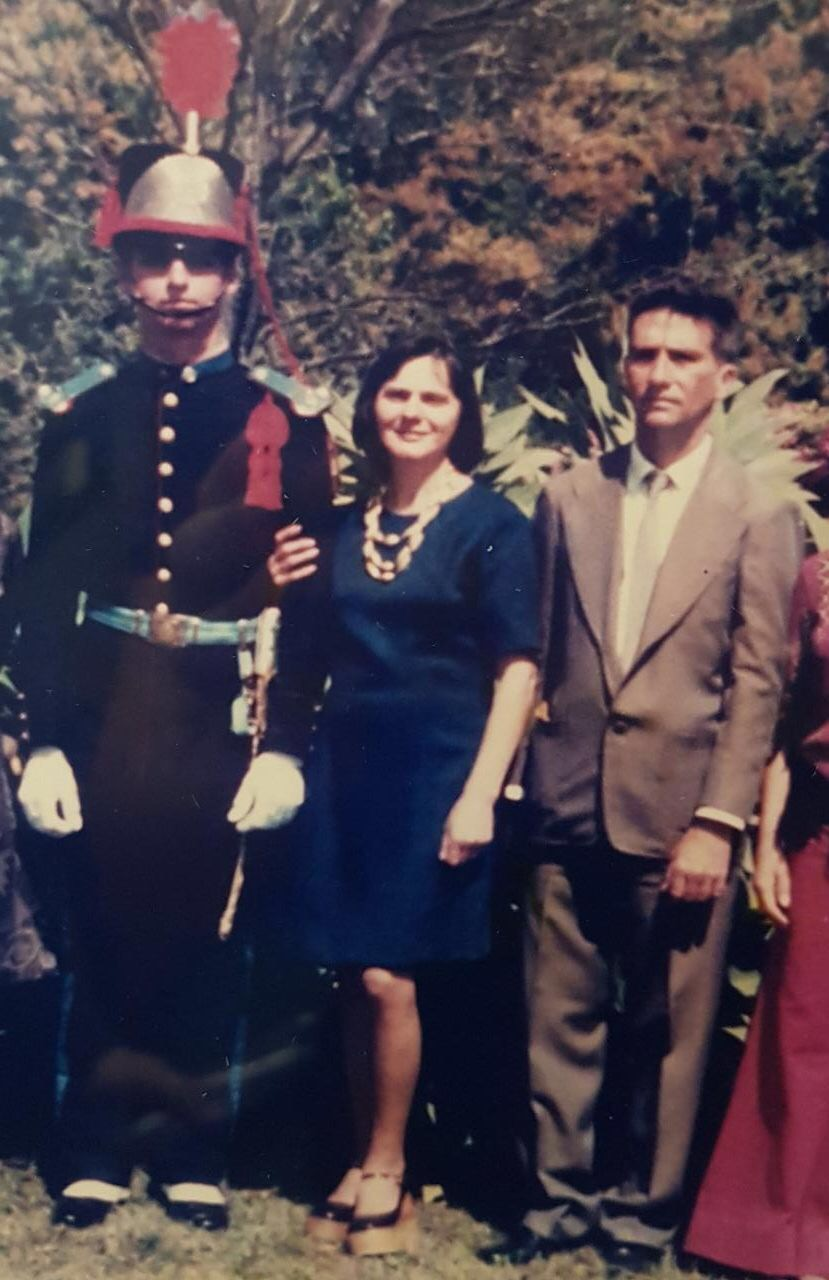
Jair Bolsonaro (à gauche) avec ses parents, en 1974, à l'Académie militaire d'Agulhas Negras.

Les parents de Jair Bolsonaro, Percy Geraldo Bolsonaro — dentiste de profession — et Olinda Bonturi — femme au foyer —, sont des descendants d'immigrés italiens (Vénétie) et allemands,,. Il grandit au sein d’une famille catholique avec ses cinq frères et sœurs à Eldorado, une petite ville pauvre de la vallée de Ribeira, dans l'État de São Paulo.

### Carrière militaire
Jair Bolsonaro s'intéresse à l'armée dès l'âge de 15 ans.

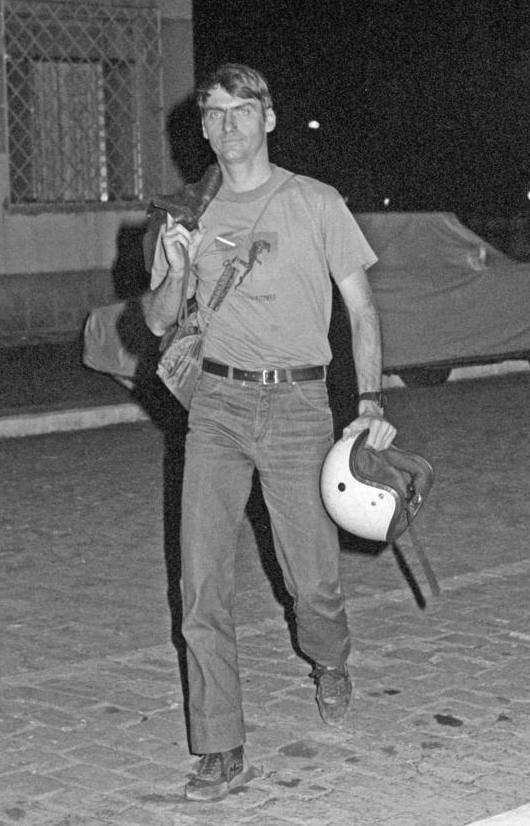
Jair Bolsonaro en 1986.

En 1970, alors que l'armée traque le déserteur et guérillero Carlos Lamarca, il guide les militaires dans cette région qu'il connaît bien. En récompense, un soldat lui donne un bulletin pour s'inscrire à l’école des cadets. À la fin de sa scolarité à l'école secondaire, il est reçu à l'École préparatoire des cadets de l'armée de terre. Il est ensuite formé à l'Académie militaire d'Agulhas Negras — la principale école militaire du pays —, dont il sort diplômé comme sous-lieutenant d'artillerie en 1977, pendant la dictature militaire.
Il atteint progressivement le grade de capitaine d'artillerie de l'armée de terre. Connu pour sa force physique, il est surnommé « Cavalão » (« le grand cheval »),.
Le 19 avril 1988, il est renvoyé de l'armée à la suite de sa participation présumée à un projet consistant à faire exploser des bombes de faible puissance dans les toilettes de casernes. Cependant le Tribunal suprême militaire l'acquitte de ces accusations le 16 juin suivant. Jair Bolsonaro devient alors militaire de réserve.

### Vie privée
Jair Bolsonaro a été marié trois fois et est père de cinq enfants issus de ses mariages successifs.

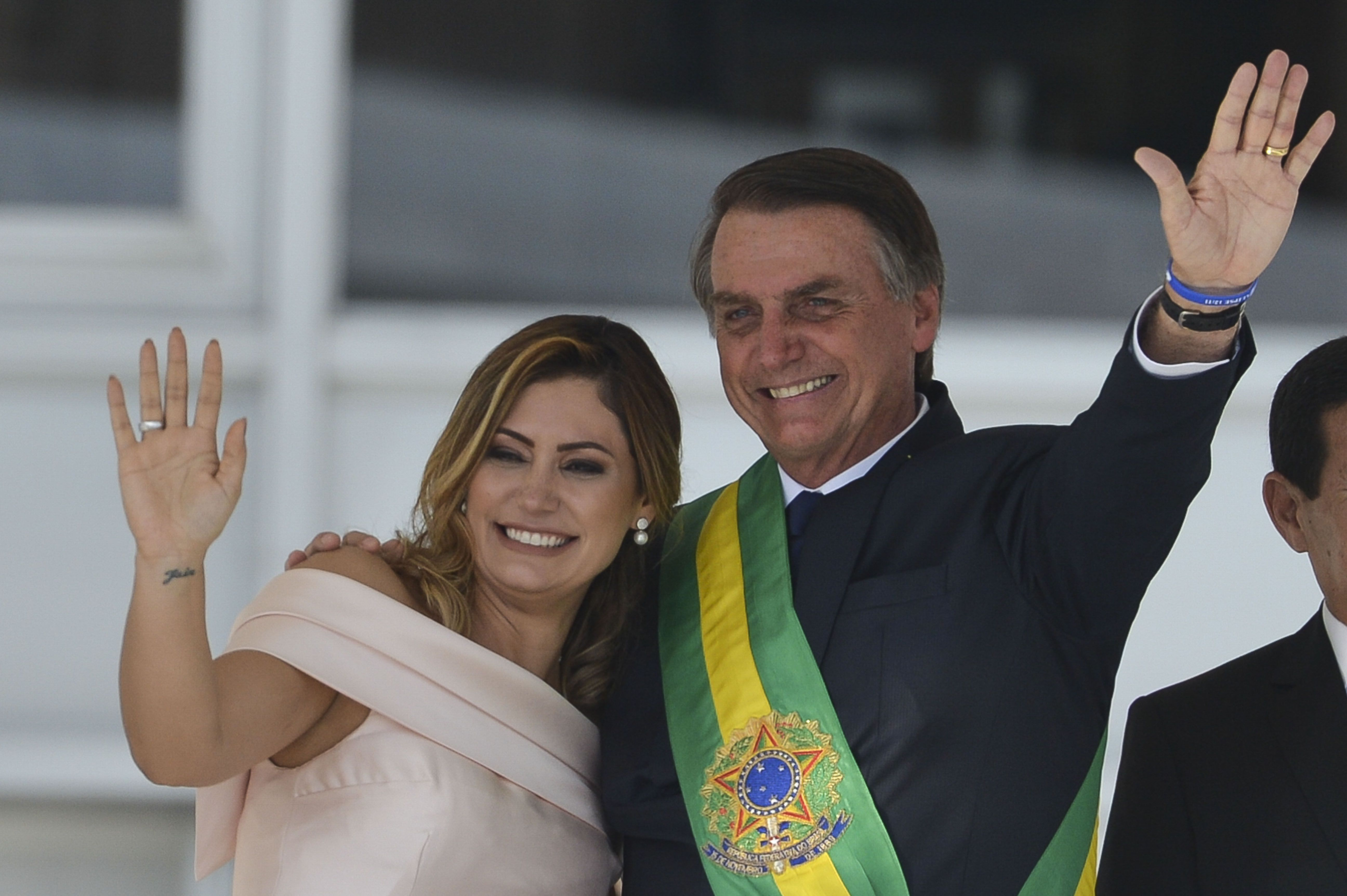
Michelle et Jair Bolsonaro lors de la cérémonie d’investiture de ce dernier, le 1 janvier 2019.

Avec sa première femme, Rogéria Nantes Nunes Braga, il est le père de Flávio Bolsonaro (sénateur pour Rio de Janeiro), de Carlos Bolsonaro (conseiller municipal de la ville de Rio de Janeiro) et d'Eduardo Bolsonaro (député fédéral pour l'État de São Paulo). Il épouse ensuite Ana Cristina Valle, évangélique, avec qui il a un autre fils, Renan,. En 2007, il rencontre Michelle Reinaldo, de vingt-sept ans sa cadette, également de confession évangélique, qu’il embauche comme assistante parlementaire et qui devient rapidement sa maîtresse ; le couple a une fille, Laura,, née en 2010, et se marie en 2013.
Jair Bolsonaro est de confession catholique. En 2016, lors d'un voyage en Israël, il se fait symboliquement baptiser dans le Jourdain, selon le rite évangélique de son épouse.
En 2019, son fils aîné Flávio fait l'objet d'une enquête pour corruption. L’enquête relève aussi des paiements en chèques dont l’un aurait bénéficié à sa belle-mère Michelle Bolsonaro.

## Ascension politique

### Débuts

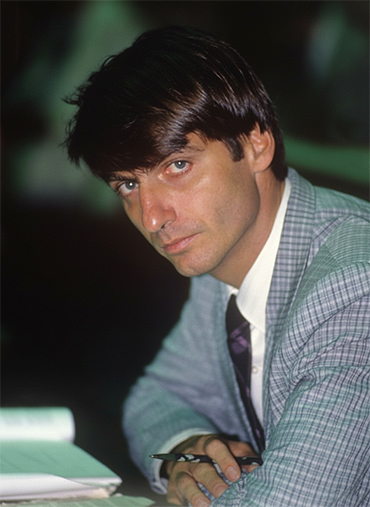
Jair Bolsonaro en 1990.

En 1986, alors qu'il a le grade de capitaine, il accorde au magazine Veja un entretien dans lequel il critique le faible niveau des salaires des militaires et les restrictions budgétaires imposées à l’armée. Ses propos lui sont reprochés par sa hiérarchie et lui valent quinze jours d’emprisonnement. Il reçoit cependant le soutien de collègues et de femmes de militaires.
Il se fait élire en 1988 conseiller municipal de la ville de Rio de Janeiro pour le Parti démocrate chrétien (PDC).

### Député fédéral

#### Élections
En 1990, il est élu député fédéral à Rio de Janeiro avec le soutien du PDC. Constamment réélu depuis, il adhère successivement à plusieurs partis centristes ou de droite, une transhumance partisane courante au Brésil : Parti progressiste réformateur (PPR), Parti progressiste brésilien (PPB), Parti travailliste brésilien (PTB), Parti progressiste (PP, successeur du PPB), Parti social-chrétien (PSC). En 2014, avec 465 000 voix, il est le mieux élu des 46 députés pour Rio de Janeiro.

#### Exercice de la fonction
À la Chambre des députés, il dépose près de 200 propositions de loi et un amendement constitutionnel ; cependant, ceux-ci sont quasiment tous rejetés. Réputé mauvais orateur, il ne pèse guère dans la vie parlementaire du pays et reste une personnalité politique discrète, ce qui lui permettra, lors de la campagne présidentielle de 2018, d'apparaître comme un homme neuf au sein de la classe politique,.

#### Destitution de Dilma Roussef
Il se prononce en 2016 pour la destitution de Dilma Rousseff, dédiant son vote au colonel Ustra, qui a torturé celle-ci en 1970. En octobre de la même année, il vote en faveur de l'amendement constitutionnel « PEC-241 (pt) », défendu par le nouveau gouvernement et qui vise à plafonner les dépenses publiques sur vingt ans.

#### Fin de mandat
En janvier 2018, il quitte le Parti social-chrétien pour le Parti social-libéral (PSL). Après son adhésion, le mouvement libéral des Livres (en) quitte le PSL, qui adopte dès lors des positions plus conservatrices.

## Élection présidentielle de 2018

### Débuts de campagne

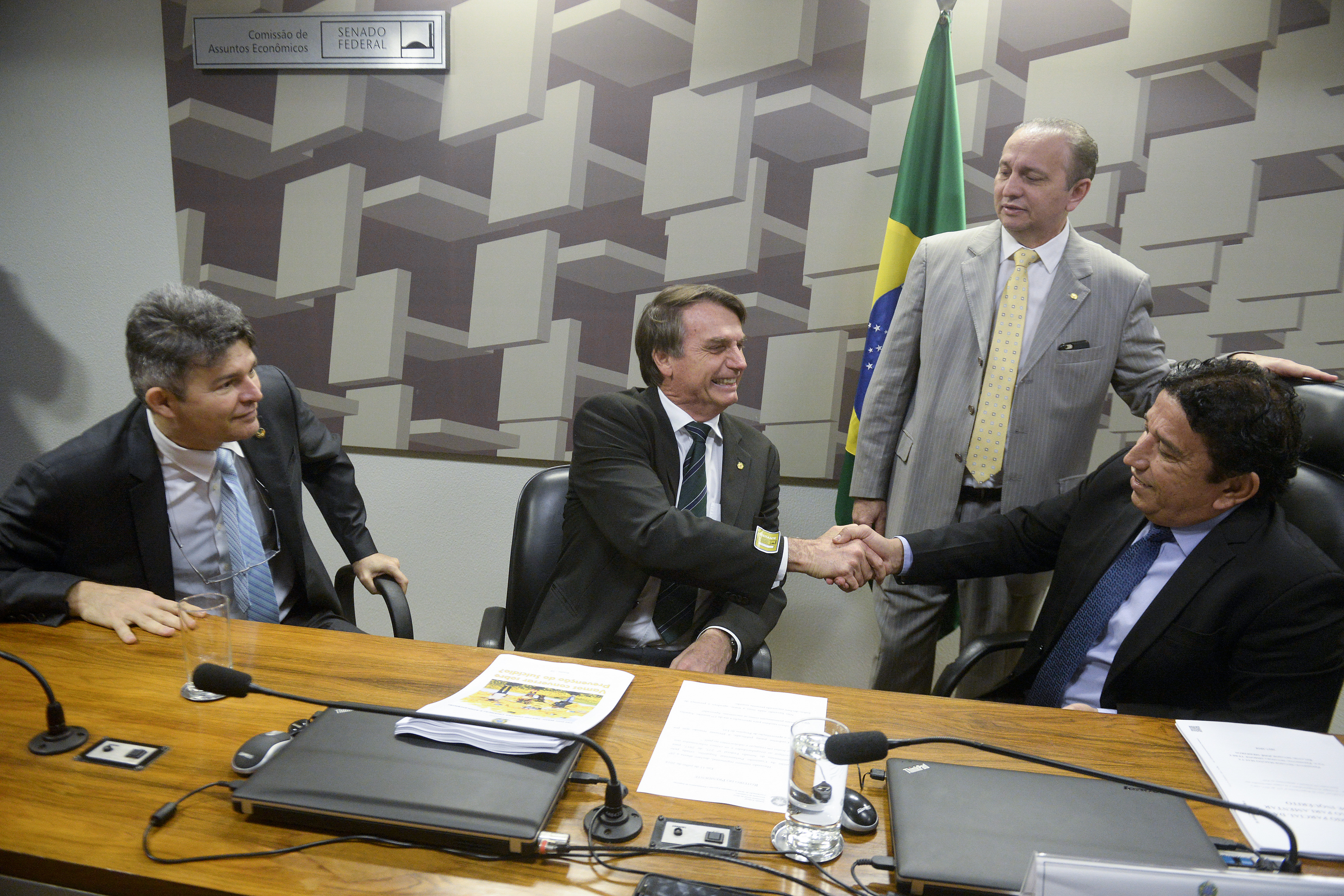
Jair Bolsonaro lors d'une réunion de travail au Sénat fédéral, en juillet 2018.

Désigné candidat du PSL à l'élection présidentielle de 2018, Jair Bolsonaro prend pour collistier à la vice-présidence le général à la retraite Hamilton Mourão. Après l'invalidation de la candidature de l'ancien président Lula da Silva, Jair Bolsonaro prend la tête des sondages en vue du premier tour de l'élection.
Faisant notamment campagne contre l’insécurité et la corruption, il bénéficie du ressentiment de la population vis-à-vis de la classe politique traditionnelle, la violence et la crise économique ayant plongé des millions de Brésiliens dans la misère,,. Alors que la plupart de la classe politique est poursuivie pour des délits financiers, il n’est mis en cause dans aucune affaire, ce qui lui permet de bénéficier d’une image de probité,. Son principal conseiller économique est toutefois soupçonné par la justice de fraude. Par son style et ses prises de position, Jair Bolsonaro est parfois comparé au président américain Donald Trump,,. Le spécialiste de l’Amérique du Sud Christophe Ventura souligne que « Le rejet très fort de la politique en général par la population crée une sorte de trumpisme brésilien. Jair Bolsonaro capte ces ressentiments et se transforme en candidat anti-système, ce qu'il n'est pourtant pas du tout ». Nicolas Lebourg estime que si ce rapprochement peut être pertinent en ce que Jair Bolsonaro se montre « transgressif, sexiste, ordurier et fier de l’être », il est plus pertinent de le rapprocher des extrêmes droites européennes compte tenu de l'influence qu'elles ont eue sur l'extrême droite brésilienne ; il met également en avant son appartenance à la « nouvelle droite » brésilienne qui « a aussi une dynamique liée à ses fondamentaux locaux : autoritarisme, catholicisme ou anticommunisme obsessionnel ».

### Tentative d'assassinat

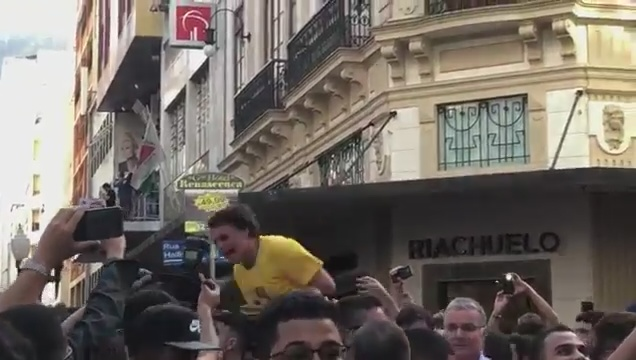
Tentative d’assassinat de Jair Bolsonaro (6 septembre 2018, Juiz de Fora).

Le 6 septembre 2018, Jair Bolsonaro est poignardé alors qu’il tient un meeting à Juiz de Fora. Hospitalisé dans un état critique — les médecins constatent plusieurs perforations de son intestin grêle et la perte de 2,5 litres de sang —, il subit trois opérations chirurgicales,,,. Son agresseur, Adélio Bispo de Oliveira, est un ancien militant du Parti socialisme et liberté qui affirme avoir agi « sur l'ordre de Dieu » pour « des motifs politiques, religieux, et également en raison des préjugés que montre Bolsonaro à chaque fois qu’il parle de race, de religion et des femmes »,,. Cette tentative d'assassinat intervient dans un climat de tensions inédit pour une élection présidentielle, ; Jair Bolsonaro avait auparavant lui-même refusé de condamner une attaque contre la caravane de campagne de Lula et avait appelé à mitrailler des militants de gauche,,. Il quitte l'hôpital le 29 septembre pour poursuivre sa convalescence et sa campagne à son domicile. Le 14 juin 2019, son agresseur, considéré comme dangereux et ayant promis s'il le pouvait d'agresser Jair Bolsonaro et l'ancien président Michel Temer, est déclaré irresponsable mais interné dans une prison fédérale pour des soins psychiatriques.

### Poursuite de la campagne

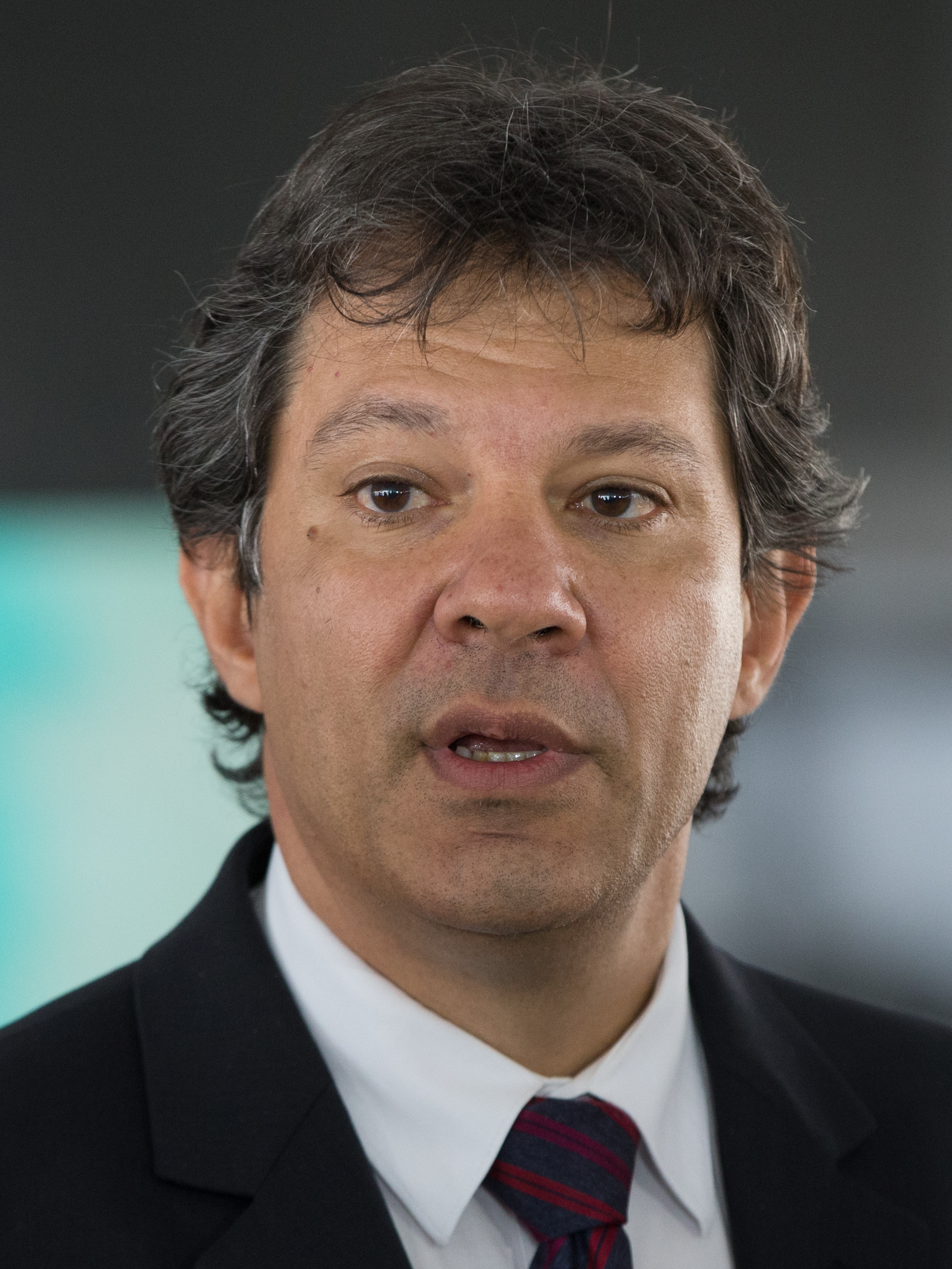
Fernando Haddad, candidat du Parti des travailleurs (PT) à l'élection présidentielle de 2018.

L'électorat de Jair Bolsonaro comprend principalement des membres des classes moyennes et supérieures, des jeunes, et des habitants du Sud,,. Il est particulièrement apprécié des propriétaires terriens et des industriels,. Selon l'universitaire Raphaël Gutmann, « ses différents soutiens révèlent un programme « libéral-conservateur » hybride, composé de capitalisme, de nationalisme, d’autoritarisme et de fondamentalisme religieux ». D'abord surtout favorables à Geraldo Alckmin, les marchés financiers se rallient progressivement à sa candidature en raison de la montée des intentions de vote en sa faveur et de son programme économique,. Il reçoit également le soutien de personnalités comme Ronaldinho, Lucas Moura, Rivaldo, Marcelo Filho, Cafu, Felipe Melo, Jádson, José Aldo ou Gusttavo Lima,,,,. Neymar (PSG) et Gabriel Jesus (Manchester City), s'ils n'ont pas explicitement soutenu Jair Bolsonaro durant la campagne, ont eux réagi positivement à des publications sur les réseaux sociaux appelant à voter pour lui, notamment une publication Instagram d’Alan Patrick du Shaktar Donetsk.

### Les objectifs et les stratégies de communication durant la campagne
Afin de mener à bien sa campagne électorale en 2018, Jair Bolsonaro s’est appuyé sur les médias sociaux pour contacter sa base électorale. Cette stratégie lui a permis de développer un aspect plus humain et de créer une relation avec ses électeurs que l’on pourrait apparenter à une relation entre une célébrité et ses fans comme le remarque Viscardi. Anthropology News va encore plus loin en intitulant leur volume 61 "Lorsque les électeurs brésiliens deviennent des abonnés". Cette vision est exactement celle que Jair Bolsonaro a souhaité développer lors de ces élections présidentielles et il y est parvenu grâce à plusieurs moyens mis en place.

### Les moyens mis en place sur les réseaux sociaux
Cette stratégie de communication s’est révélée sous plusieurs formes. D’abord, Le Monde évoque la « stratégie discursive consistant à construire une dualité idéologique entre le « nous » et le « eux ». ». Jair Bolsonaro insiste vraiment sur la frontière entre les « hommes communs », les « bons citoyens », représentés par le « nous » et les étrangers, les opposants, les ennemis de la patrie, représentés par le « eux ». Afin d’accentuer sa proximité avec son auditoire, Jair Bolsonaro utilise un langage non-conventionnel, plutôt franc, et scandaleux. Il est connu pour tenir un discours haineux envers les peuples indigènes et noirs ce qui fait sensation sur les médias sociaux et lui offre une large visibilité. De plus, en étudiant 1100 tweets publiés par Jair Bolsonaro durant la campagne électorale, Viscardi en a relevé 69 contenant les mots « fake news », « vérité » ou « mensonge ». Jair Bolsonaro utilise donc les réseaux sociaux à très haute fréquence et diffuse beaucoup d’informations qu’il modifie souvent en sa faveur. Mais au lieu de créer de la méfiance, cette stratégie installe plutôt une confiance entre le candidat et les électeurs. Jair Bolsonaro répond en personne à ses abonnés, qui sont par la même occasion, ses potentiels électeurs, ce qui lui permet de faire preuve d’une certaine authenticité et de tisser des liens plus proches que par le biais des médias plus formels comme la télévision ou la radio par exemple. D’ailleurs pendant la période électorale, « les médias traditionnels ont perdu le monopole du flux d’information ». Les citoyens portaient moins d’intérêt aux sources d’information plus formelles qu’aux messages partagés par Jair Bolsonaro et une défiance grandissante de la population brésilienne envers les canaux informationnels traditionnels est apparue.
Enfin, il est important de mentionner le cas des groupes WhatsApp qui ont été utilisés pour servir une propagande « pro-Bolsonaro » lors de la campagne. Premièrement, environ 120 millions de Brésiliens utilisent WhatsApp en 2018, ce qui représente près de deux tiers de la population. C’est donc une plateforme qui regroupe la majeure partie de la population et qui est parfaite pour diffuser des informations. Ainsi, des données personnelles ont été vendues aux candidats pour ajouter les utilisateurs de WhatsApp sur des groupes dans lesquels étaient envoyés des vidéos, des memes ou des messages critiquant Haddad ou idéalisant Bolsonaro. Certains individus se retrouvaient dans une dizaine de groupes en même temps et recevaient des centaines de messages par jour.
Cette information est d’autant plus importante lorsque l’on sait qu’au Brésil, 67% de la population utilise les réseaux sociaux en priorité pour chercher des informations. De plus, en octobre 2018, avant le second tour, 66% disent avoir utilisé Facebook ou WhatsApp pour s’informer sur les élections mais ces deux plateformes-ci sont extrêmement propices à la circulation de fake news en particulier en période électorale. La désinformation régnait donc dans tout le pays et il a alors été plus facile pour Bolsonaro de construire et de diffuser sa propre vérité.

### Victoire au second tour
Le 7 octobre 2018, il arrive en tête du premier tour avec 46,03 %, soit un score plus important qu’annoncé par les sondages. Dans le même temps, les élections parlementaires voient le PSL devenir la deuxième force en termes d’élus et la première en nombre de voix,. Dans l’entre-deux-tours, Jair Bolsonaro modère quelque peu son discours, notamment sur les questions économiques. Comme au premier tour, il refuse de participer à des débats, invoquant les consignes de ses médecins puis des raisons stratégiques,.
Au second tour, le 28 octobre, Jair Bolsonaro obtient 55,13 % (57,8 millions de voix) face au candidat du Parti des travailleurs (PT), Fernando Haddad (47,0 millions, 44,87 %).

## Président de la République

### Investiture et débuts

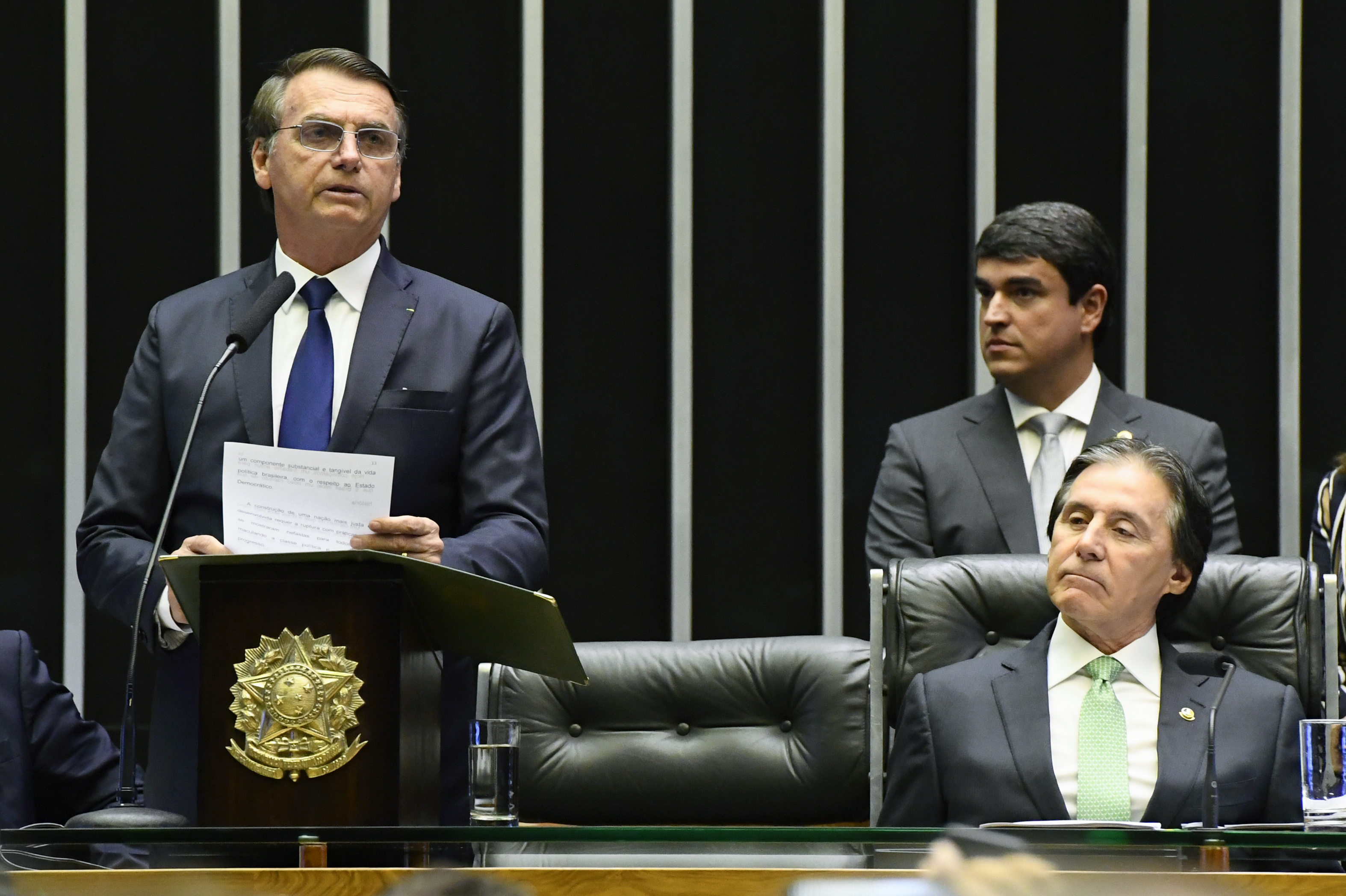
Jair Bolsonaro lors de son investiture devant le Congrès national, le 1 janvier 2019.

Son investiture à la présidence de la république fédérative du Brésil se déroule le 1er janvier 2019. Il constitue le lendemain un gouvernement resserré, composé de vingt hommes et deux femmes, et comprenant des militaires, des nostalgiques de la dictature, des évangéliques et climatosceptiques, avec une personnalité dominante cumulant cinq portefeuilles de ministres (Économie, Finances, Industrie, Commerce et Planification), Paulo Guedes. Plus de 3 000 militaires composent son administration, dont neuf des 22 ministres et le vice-président, Hamilton Mourão.
Il est réopéré fin janvier 2019 pour retirer une poche de colostomie. Son hospitalisation dure deux semaines en raison de complications post-opératoires. Il est de nouveau opéré en septembre de la même année.
À ses débuts, il bénéfice de 75 % d'opinions favorables. Mais il doit composer avec un Congrès où son parti est minoritaire.

### Premières mesures et politique intérieure
Sa première mesure est d'augmenter de 4,6 % le salaire mensuel minimum, une mesure qui concerne 50 millions de Brésiliens. La revalorisation automatique du salaire minimum, mise en place par Lula en 2007, est ensuite supprimée. Il accorde également un treizième mois aux 14 millions de familles bénéficiant du programme social Bolsa Família, qu'il remplace par le programme Auxílio Brasil (pt) à la fin de l'année 2021.
Le 26 mars 2019, il demande au ministre de la Défense d'organiser les commémorations du putsch du 31 mars 1964, qu'il ne considère pas comme un coup d'État militaire, levant ainsi l'interdiction faite aux militaires par Dilma Rousseff en 2011. Le 7 mai suivant, il signe un décret qui donne la possibilité à 25 professions de porter des armes. Alors que la loi était auparavant très restrictive, un Brésilien sur dix peut désormais acheter une arme légère librement. Le 25 juin, il révoque les deux décrets instituant la mesure, après l'opposition du Sénat et le dépôt d'un recours devant le Tribunal suprême fédéral.
Des manifestations d'étudiants et d'enseignants réunissent 1,5 million de personnes le 16 mai 2019 — un nombre record depuis le mouvement protestataire de 2013 — contre son projet de baisse des dotations pour les universités. En réaction, le chef de l’État les qualifie d'« idiots utiles ». D'après Le Monde, le gouvernement de Jair Bolsonaro veut « éliminer tout supposé endoctrinement gauchiste des élèves dans les salles de classe ». Il souhaite également s’attaquer aux filières de philosophie, sciences sociales, et littérature, et implanter davantage d’écoles civiques-militaires. Une nouvelle manifestation a lieu le 31 mai. En juin 2019, il fait face à une grève générale dans le contexte de la Copa América 2019. En 2019, la moitié du budget alloué aux sciences est gelée.

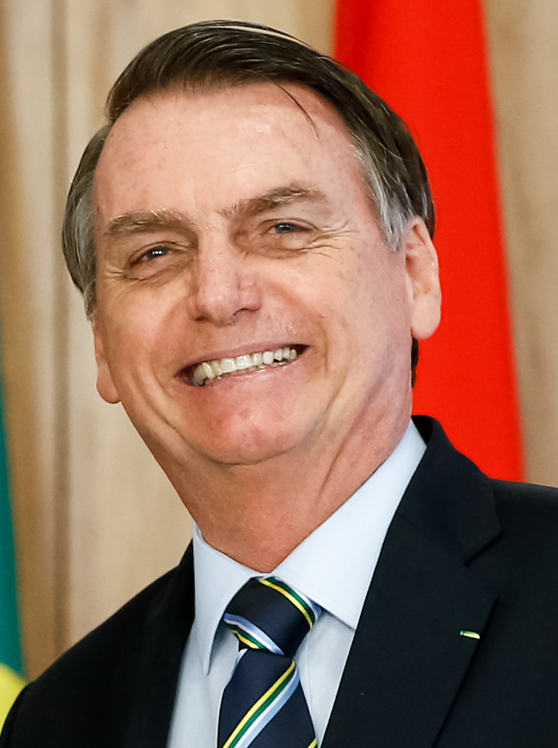
Jair Bolsonaro avant une déclaration à la presse en mars 2019.

Proche de l'industrie agroalimentaire, le gouvernement permet à celle-ci d'accaparer davantage de terres, au détriment des communautés indigènes et de la protection de l'environnement. Les conflits concernant la possession des terres se multiplient (135 personnes tuées en 2019, soit une hausse de 141 % des assassinats en rapport avec ces conflits par rapport à 2016) et la déforestation augmente de 85 % en 2019 par rapport à l'année précédente.
Il conduit une politique d'austérité qui est favorablement accueillie par les marchés, faisant notamment voter une réforme des retraites en 2019, année qui voit l'économie se redresser. Un projet de loi visant à accroitre l'indépendance de la Banque centrale est également défendu par le gouvernement.
Le gouvernement annonce en juillet 2019 un « ambitieux » programme de privatisation d’entreprises publiques, citant dix-sept sociétés, des services postaux aux banques, en passant par la loterie et la Maison de la monnaie (chargée d’imprimer les billets), ou encore Electrobras (le plus important producteur d’électricité d’Amérique latine) et le port de Santos (le plus grand port d’Amérique latine). Il engage également la privatisation de certaines activités de la compagnie pétrolière Petrobras.
Il décide d’accélérer la mise en vente de nouveaux pesticides, comme le demande l'agrobusiness. Au cours de ses trois premiers mois d'exercice, son gouvernement a approuvé la mise sur le marché de 121 nouveaux pesticides. En 2022, une nouvelle loi assouplit la réglementation des pesticides.
Il signe en février 2022 un décret visant à développer l’orpaillage, notamment en Amazonie, soulignant que cette activité permet à des personnes défavorisées de sortir de la pauvreté. Elle est cependant contestée en raison de ses conséquences sur la déforestation et la pollution des cours d'eau.

### Pandémie de Covid-19

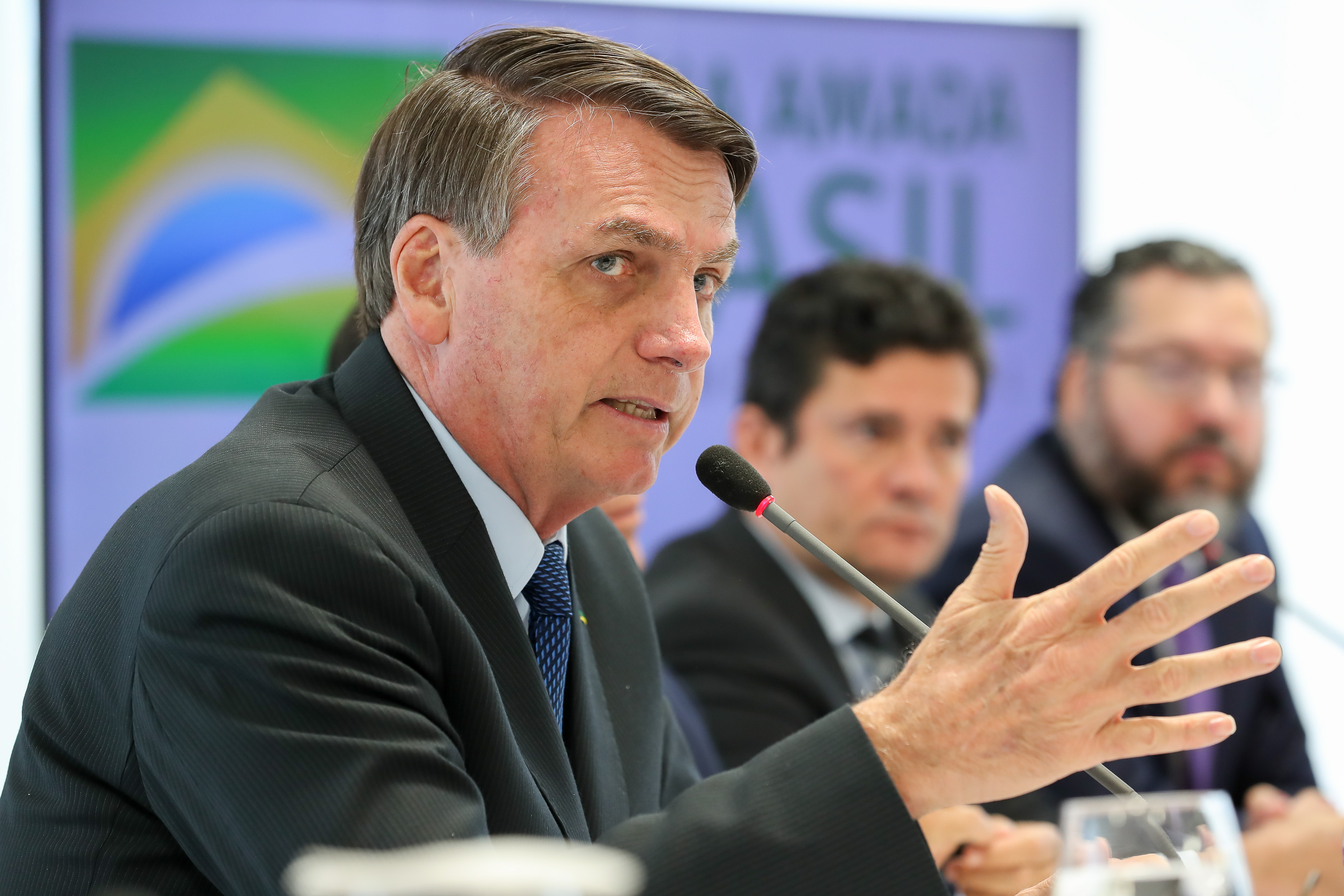
Jair Bolsonaro présidant une réunion sur la situation du Brésil durant la pandémie de Covid-19 (avril 2020).

En mars 2020, alors que la pandémie de Covid-19 commence à inquiéter de nombreux gouvernements étrangers, qui prennent des mesures en conséquence, Jair Bolsonaro se démarque en affichant son scepticisme et appelle maires et gouverneurs à revenir sur les restrictions qu'ils ont introduites pour freiner la propagation du virus au Brésil. Il ne respecte pas les consignes de confinement prises par son gouvernement, affirme que son pays « ne peut pas s'arrêter » au niveau économique, encourage les Brésiliens à sortir et ses partisans à manifester et, face à la hausse du nombre de morts, se dit incapable de produire un « miracle », suscitant l'indignation de médias et gouverneurs qui mettent en cause sa responsabilité, son manque d'empathie envers les victimes et son absence sur le terrain alors que les hôpitaux sont débordés,. Il appelle les plus de 65 ans à rester confinés, tout en ajoutant que la plupart des gens — y compris lui-même — n'ont rien à craindre. Il propose un jeûne religieux national pour conjurer le virus, ainsi que l'administration dès les premiers symptômes du traitement à base de chloroquine, suivant ainsi l'Ordre des médecins, dont la décision est très contestée, et allant à l'encontre de l'avis du ministre de la Santé, Nelson Teich. En avril 2020, l'Association brésilienne des juristes pour la démocratie (ABJD), représentée par les avocats Ricardo Franco Pinto (Espagne) et Charles Kurmay (États-Unis), dépose une plainte contre Jair Bolsonaro devant la Cour Pénale Internationale de La Haye, pour crimes contre l’humanité. L'association pointe l'attitude « totalement irresponsable » du chef d’Etat brésilien, à travers ses déclarations incitant à la fin de l'isolement social ». Pour l'ABJD, Jair Bolsonaro se rend coupable d'un crime d'épidémie, en référence à l'article 267 du Code pénal brésilien et à la loi no 8072/1990 qui qualifie les crimes odieux ». De surcroît, il transgresse la loi no 13.979 du 6 février 2020, qui traite spécifiquement de l'urgence du Covid-19. Enfin, l'ABJD confirme la légitimité de la Cour Pénale Internationale dans l'étude de la plainte. Le gouvernement lance une campagne officielle « Le Brésil ne peut s'arrêter » que le Tribunal suprême fédéral fait annuler. Le 9 mai 2020, la publication médicale The Lancet présente Jair Bolsonaro comme « la plus grande menace à la réponse du Brésil à la pandémie », dans un éditorial inhabituel. En juillet 2020, des membres du personnel de santé au Brésil demandent une enquête à la Cour pénale internationale pour « crime contre l’humanité » contre Jair Bolsonaro, en raison de sa gestion de la pandémie de Covid-19. Lors de cette même période, il exerce son droit de veto pour supprimer 16 articles d'une loi adoptée par le parlement qui auraient notamment obligé le gouvernement à assurer aux indigènes l'accès à l'eau potable, à des lits de soins intensifs spécialement réservés pour eux, et la distribution gratuite de produits de première nécessité.
Tous les dimanches à partir du 15 mars, il participe, souvent sans porter de masque, à des manifestations de soutien à son égard et d'opposition aux mesures de confinement, qui demandent également la fermeture du Congrès et du Tribunal suprême fédéral ; Alexandre de Moraes, juge du Tribunal suprême, demande une enquête pour déterminer si des actes « criminels » ont été commis lors d'une d'entre elles,,. Le 29 mars, Twitter supprime deux tweets provenant du compte officiel du président brésilien, car remettre en cause le confinement contrevient au règlement du réseau social. Le 22 juin, à la suite d’une requête déposée par un avocat, le juge Renato Borelli décide qu’une amende de 2 000 réals sera infligée à Jair Bolsonaro et à ses collaborateurs s’ils apparaissent à nouveau en public sans le masque exigé par un décret en vigueur dans le District fédéral, alors que celui-ci est obligatoire depuis plusieurs semaines dans la plupart des régions du Brésil. En juin 2020, Mediapart relève qu'« à l’image de leur leader, ces partisans, peu nombreux, se radicalisent de plus en plus : certains appellent à une guerre civile et des députés alliés du président menacent les opposants ».
Dans une adresse télévisée à la nation, le 31 mars, son discours change de tonalité : il évoque le « plus grand défi de notre génération », affirme que « [sa] préoccupation a toujours été de sauver des vies », et « réaffirme l’importance de la collaboration et la nécessaire union de tous, dans un grand pacte pour la préservation de la vie ». Le 3 avril, il retrouve cependant ses accents habituels, traitant la presse de « vautour » et affirmant que « le Brésil ne peut pas supporter de rester deux ou trois mois à l'arrêt ».
|  |

Dans sa gestion de la crise, il s'aliène la quasi-totalité des gouverneurs du pays ainsi qu'une majorité d'élus du Congrès ; l'armée prend également ses distances avec lui,. Son ministre de la Santé, Luiz Henrique Mandetta, populaire, adopte des positions diamétralement opposées aux siennes. Alors qu'il en est dans un premier temps empêché par l'état-major de l'armée, Jair Bolsonaro le congédie mi-avril. Quelques jours plus tard, Sergio Moro, ministre de la Justice et autre poids lourd du gouvernement, démissionne à son tour en dénonçant « des interférences politiques au sein de la police fédérale » alors que Jair Bolsonaro cherche à limoger Maurício Valeixo, le directeur de la police fédérale qui mène des enquêtes sur Flávio et Carlos Bolsonaro. Mediapart indique que « depuis plusieurs semaines, Sérgio Moro critiquait en interne la gestion ubuesque de la crise du coronavirus par Jair Bolsonaro, mais l'origine des tensions entre les deux hommes est plus ancienne ». À la suite des accusations de Sérgio Moro, le procureur général de la République demande l'instauration d'une enquête auprès du Tribunal suprême fédéral. L'enquête est ouverte le 28 avril. Selon Mediapart, il s'agit de « la plus grave crise que traverse son administration, qui pourtant les collectionne ».
Après seulement 27 jours en poste, pendant lesquels le nombre de décès dus au Covid-19 a été multiplié par huit, le nouveau ministre de la Santé, Nelson Teich, démissionne à son tour, le 15 mai 2020 : Libération indique que « Nelson Teich a refusé de suivre le leader d’extrême droite dans son déni de la gravité de la pandémie et sa véritable obsession pour la chloroquine, la cure miracle à l’entendre ». Après ce départ et sous la pression de Jair Bolsonaro, le ministère de la Santé recommande finalement l'usage de chloroquine et d'hydroxychloroquine pour les patients légèrement atteints par la Covid-19, alors qu'il était jusqu'alors réservé aux cas graves, comme dans la plupart des grands pays touchés. Jair Bolsonaro annonce dans le même temps que le ministre de la Santé par intérim, Eduardo Pazuello, un général d'active, devrait « rester longtemps » à son poste. Une trentaine de demandes en destitution le concernant (pt) sont déposées au Parlement,. Le 20 mai 2020, Regina Duarte, ministre de la Culture, devient le quatrième membre du gouvernement à quitter celui-ci en un peu plus d'un mois, ce qui s'expliquerait par son refus d'entreprendre la croisade culturelle contre les idées de gauche voulue par Jair Bolsonaro. En mars 2021, Jair Bolsonaro remplace pour la troisième fois son ministre de la Santé en nommant le cardiologue Marcelo Queiroga, défenseur de la distanciation sociale. Il modère par ailleurs son discours sur la vaccination, reconnaissant son importance après l'avoir longtemps décriée.
Jair Bolsonaro demeure soutenu par ses trois fils, le ministre de l'Économie Paulo Guedes, des entrepreneurs influents dont Paulo Skaf, président de la Fédération des Industries de l’État de São Paulo, et les Églises évangéliques, dont les pasteurs minimisent la pandémie, critiquent les mesures d’isolement social et demandent l'ouverture des lieux de culte,,. À leur demande, Jair Bolsonaro a, par décret, inclus les activités religieuses parmi les activités essentielles à préserver durant la pandémie. Les membres des forces de police militaire lui sont également massivement favorables. Fin avril 2020, un tiers des Brésiliens lui maintiennent leur soutien, soit un niveau équivalent à celui de décembre 2019. Alors que la popularité de Jair Bolsonaro est en baisse, l'opposition reste divisée et l'idée d'un front commun ne fait pas l'unanimité. Sa popularité remonte progressivement et s'accroît durant l'été au-delà du traditionnel noyau dur de l'extrême droite. Il bénéficie notamment d’une bonne cote auprès des électeurs bénéficiant de son aide d’urgence de 600 réaux (100 euros).
Le 7 juillet 2020, alors que le Brésil est le pays le plus touché par la pandémie derrière les États-Unis, Jair Bolsonaro annonce lors d'un entretien télévisé avoir été testé positif au Covid-19. À la fin du mois, il déclare que les Brésiliens seraient probablement tous infectés par le virus.
Fin mars 2021, il procède à un important remaniement gouvernemental avec six changements de ministres, à des portefeuilles de premier plan : Ernesto Araújo, présenté par 20 Minutes comme « l'un des membres les plus exaltés de l'« aile idéologique » du gouvernement Bolsonaro », quitte notamment les Affaires étrangères, critiqué pour avoir entravé l'importation de vaccins en raison de ses mauvaises relations avec la Chine. Ce remaniement acte le rapprochement avec le Centrão, groupe informel de parlementaires centristes qui monnaient leur soutien en échange de postes importants. En réaction au départ du gouvernement de Fernando Azevedo e Silva, général respecté et influent, les trois principaux chefs de l'armée démissionnent, ce qui est une première dans l'histoire du Brésil. Le 2 août 2021, le Tribunal supérieur électoral (pt) (TSE) ouvre une enquête sur Jair Bolsonaro en raison de ses attaques répétées et sans preuves sur la légitimité du système de vote électronique du pays, en place depuis 1996. L'enquête du TSE doit déterminer si le président brésilien a commis des délits « d'abus de pouvoir économique et politique, d'utilisation abusive des médias, de corruption, de fraude, de veto d'agents publics et de propagande extemporanée ».

### Relations internationales

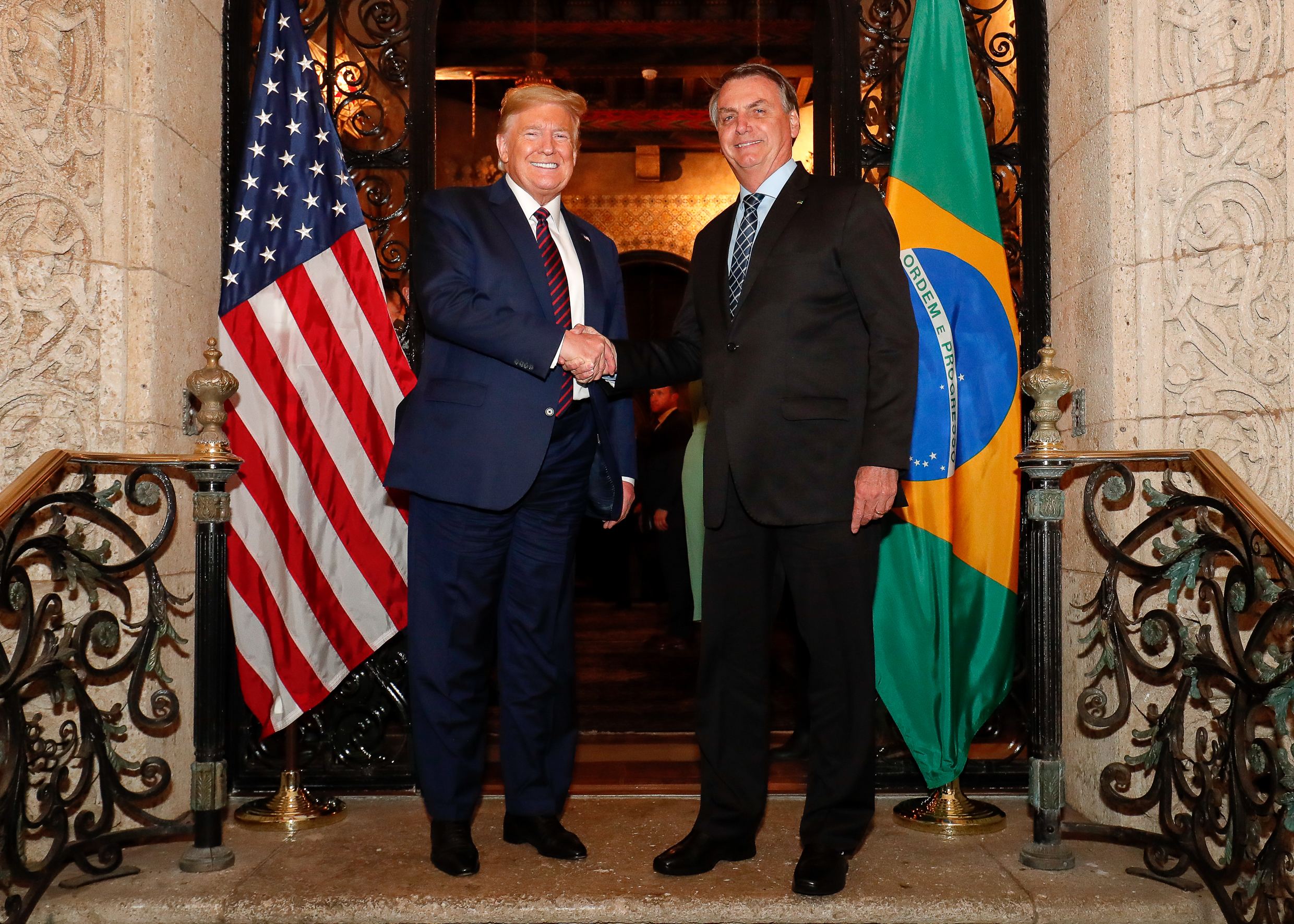
Le président des États-Unis, Donald Trump, recevant Jair Bolsonaro dans sa résidence de Mar-a-Lago (Palm Beach, Floride) en mars 2020.

Le début de la présidence de de Jair Bolsonaro se traduit principalement par un alignement vis-à-vis des États-Unis, alors présidés par Donald Trump, et la volonté de donner la priorité aux relations avec Washington alors que, selon l'universitaire Mathilde Chatin, jusqu'alors, « le Brésil avait su garder une relation plutôt stable avec Washington, tout en maintenant une certaine distance ».
Dès le 4 janvier 2019, Jair Bolsonaro se dit ouvert pour discuter de l'ouverture d'une base américaine au Brésil, ce qui provoque des remous au sein de l'armée. Il se rend aux États-Unis pour son premier déplacement international en mars 2019, et non pas en Argentine comme le veut la coutume. Son nouveau ministre des Relations extérieures Ernesto Araújo évoque un « saut qualitatif » dans ces relations. En août 2019, le président américain Donald Trump désigne le Brésil comme « allié privilégié hors OTAN »,. Les gouvernements américains et brésiliens concluent un accord permettant aux États-Unis d’utiliser le centre de lancement d'Alcântara, dont la position géographique près de l’Équateur est stratégique pour le lancement de satellites. Cet accord, permettant entre autres de justifier l’utilisation de cette base militaire, est avant tout un prétexte d’échanges de technologies aérospatiales et militaires américaines avec le Brésil. Au niveau économique, les États-Unis s'engagent à soutenir l’entrée du Brésil au sein de l’Organisation de coopération et de développement économiques (OCDE) sous la condition que ce dernier abandonne son traitement privilégié à titre de « pays en développement » au sein de l’Organisation Mondiale du Commerce (OMC). Cet alignement américain se traduit par le retrait du Brésil, en janvier 2020, de la Communauté d'États latino-américains et caraïbes (CELAC), organisation qui, selon Ernesto Araújo, « offrait une scène aux régimes antidémocratiques que sont le Venezuela, Cuba et le Nicaragua » et qui agissait comme contrepoids à l’Organisation des États américains (OEA). À l'ONU, le Brésil fait partie, à partir de 2019, des très rares États à se prononcer pour le maintien de l'embargo des États-Unis contre Cuba. Au niveau écologique, l’alignement sur l’administration Trump s’illustre par un négationnisme environnemental, un déni total de l’existence de la crise environnementale s’exprimant par la renonciation du Brésil à organiser la Conférences des Nations unies sur les changements climatiques en 2019. Jair Bolsonaro est l’un des derniers dirigeants à reconnaître la victoire de Joe Biden lors de l'élection présidentielle américaine de 2020.
Le lien entre le Brésil et la Russie dirigée par Vladimir Poutine se renforce sous sa présidence, notamment après l'élection de Joe Biden comme président des États-Unis. En 2020, Vladimir Poutine félicite le président brésilien pour sa gestion de la pandémie de Covid-19, pourtant jugée chaotique, voire irresponsable, par de nombreux épidémiologistes. Quelques jours avant l'invasion de l'Ukraine par la Russie de 2022, Jair Bolsonaro est reçu à Moscou par Vladimir Poutine : il affirme à cette occasion partager « des valeurs communes » avec son homologue, « telles que la croyance en Dieu et la défense de la famille », et exprime la solidarité du Brésil « avec tous ces pays qui veulent et qui s'engagent pour la paix ». De son côté, Vladimir Poutine indique que Rosatom, société d'État russe spécialisée dans l'énergie nucléaire, « est prête à participer à la construction de nouvelles centrales sur le territoire du Brésil ». Après l'invasion, Jair Bolsonaro affiche une position de neutralité mais dans le même temps, le Brésil vote en faveur de la résolution du Conseil de sécurité des Nations unies (dont il est membre non-permanent) qui condamne l'intervention russe,. Par ailleurs, sous sa présidence, le Brésil se refuse à suivre les sanctions de l'Union européenne et des États-Unis envers la Russie et annonce un achat massif de diesel à la Russie.
Durant sa campagne électorale, il accuse la Chine, principal partenaire commercial du Brésil, d'« acheter le Brésil » en critiquant l’achat de terre et la prise de participation dans les industries majeures, et rend une visite à Taïwan,. Il abandonne cette rhétorique durant son mandat, mais des déclarations contradictoires du gouvernement brésilien perturbent les relations avec la Chine. En octobre 2019, reçu par le président chinois Xi Jinping, il déclare que la Chine fait « de plus en plus partie de l’avenir [du Brésil] » et exprime le souhait « non seulement d’augmenter, mais aussi de diversifier » les relations commerciales avec Pékin. Radio France internationale évoque alors « un mariage de raison ». En mars 2020, son fils Eduardo déclenche une crise diplomatique avec la Chine en accusant « la dictature » de dissimulation au sujet de la propagation du Covid-19 ; en réaction, l'ambassadeur de Chine au Brésil demande « des excuses au peuple chinois » mais retweete également, avant de l'effacer, le message d’un internaute qualifiant la famille Bolsonaro de « grand poison du Brésil », poussant le ministre des Affaires étrangères Ernesto Araújo à demander « une rétractation ».
Jair Bolsonaro affiche par ailleurs une forte proximité avec le Premier ministre israélien Benyamin Netanyahou.

### Élections générales de 2022

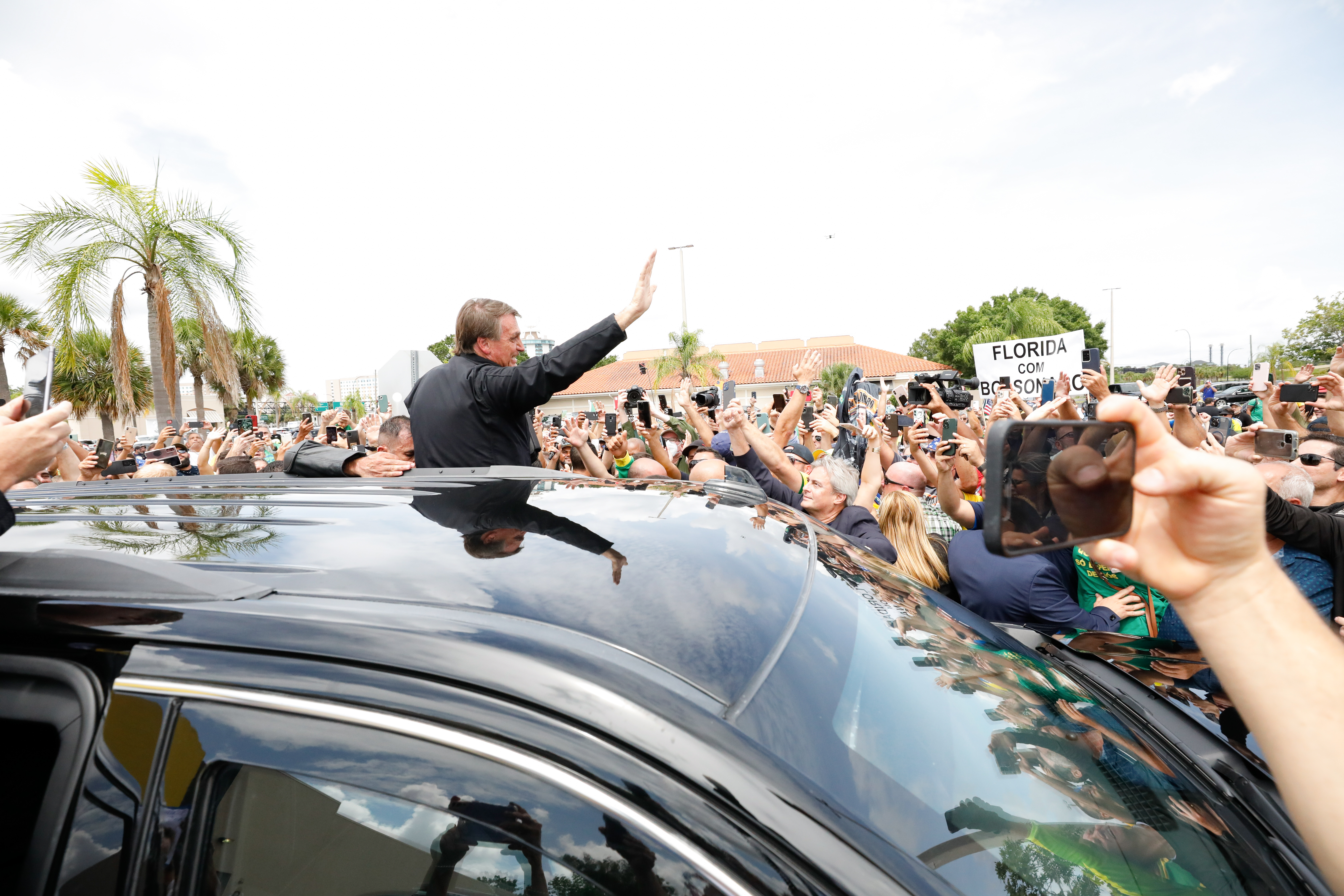
Jair Bolsonaro saluant une foule de partisans, en juin 2022.

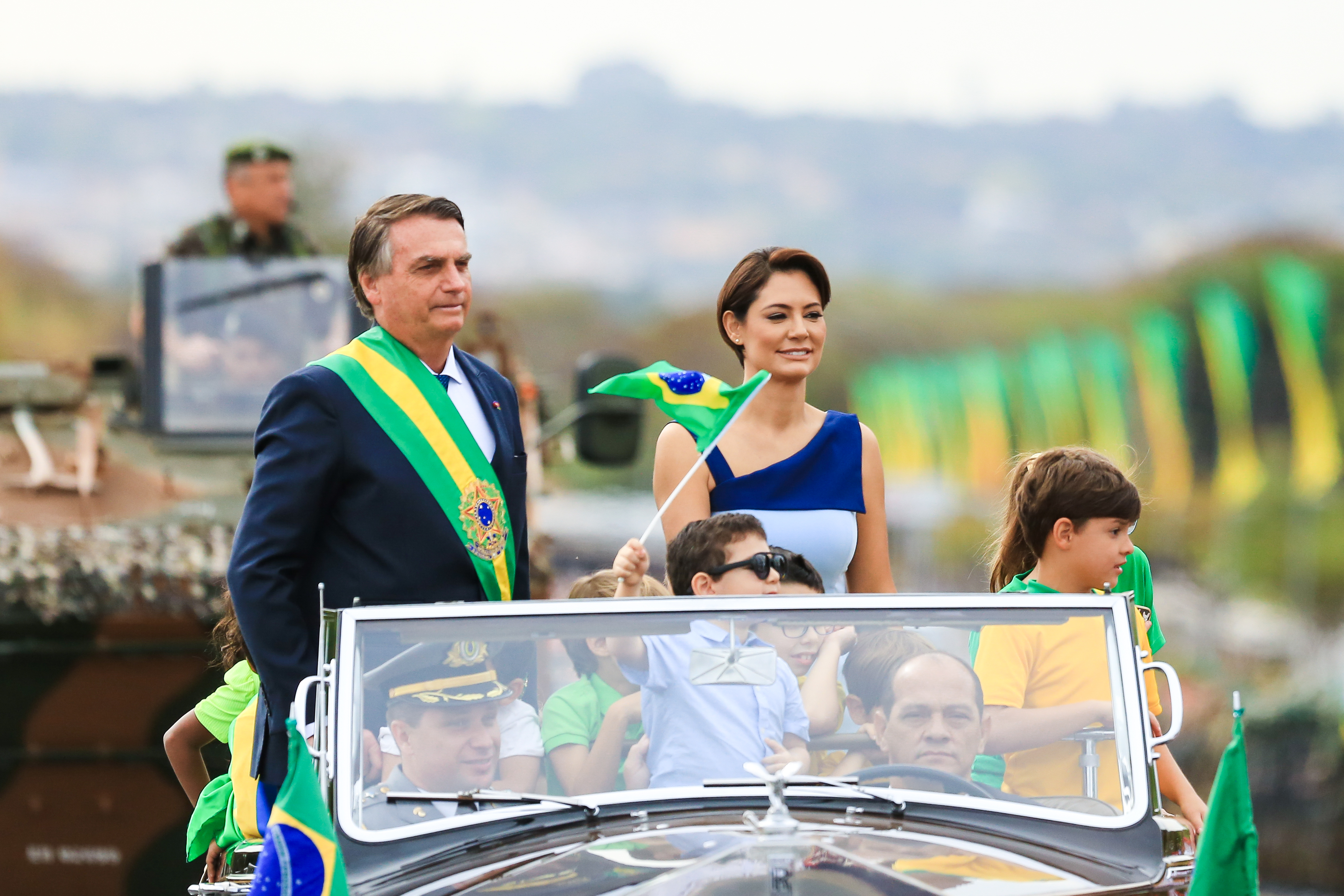
Jair et Michelle Bolsonaro, très engagée pour la réélection de son mari, lors des célébrations de l'indépendance du Brésil de 2022.

En novembre 2021, alors qu'il est sans parti depuis son départ du PSL et son échec à faire enregistrer l'Alliance pour le Brésil, Jair Bolsonaro rejoint le Parti libéral (PL) en vue de l'élection présidentielle de 2022. Le 25 juillet 2022, il lance officiellement sa campagne en vue de la présidentielle.
Il doit notamment affronter le populaire candidat du Parti des travailleurs, Luiz Inácio Lula da Silva, président de la république fédérative du Brésil de 2003 à 2011. Les premiers sondages donnent Lula en tête avec une vingtaine de points d’avance, en passe de l’emporter dès le premier tour. Cependant, Jair Bolsonaro parvient à réduire l'écart pendant la campagne grâce aux puissantes Églises évangéliques, très majoritairement conservatrices, qui font campagne en sa faveur et constituent des relais efficaces au sein des classes populaires. Le président fait par ailleurs adopter, quelques semaines avant le scrutin, des aides pour les personnes affectées par la crise économique.
Lors du premier tour de l'élection présidentielle, le 2 octobre 2022, les résultats sont plus serrés qu’attendu : Jair Bolsonaro réunit 43,2 % des voix exprimées contre 48,4 % pour Lula. Contrairement à ce qui avait été annoncé, Jair Bolsonaro réalise un score élevé (proche de celui de 2018 en pourcentage et plus important en voix), puisque les études d’opinion donnaient environ 10 à 15 points d’avance à Lula.
À la Chambre des députés et au Sénat fédéral, le parti présidentiel arrive nettement en tête, au détriment de la gauche et de nombreuses formations centristes (centrão), historiquement très puissantes au sein du Congrès national. Beaucoup de candidats bolsonaristes sont par ailleurs élus gouverneurs.
Le 30 octobre 2022, Jair Bolsonaro est battu au second tour de l’élection présidentielle. Le président sortant récolte 49,1 % des suffrages face à son adversaire Lula da Silva, qui est élu avec 50,9 % des voix. Cette élection présidentielle est ainsi la plus serrée de l’histoire du Brésil.

### Passation de pouvoirs
Durant son mandat, Jair Bolsonaro multiplie les critiques et attaques contre le système électoral brésilien, sous-entendant qu’il ne concèderait pas sa défaite s’il était battu au terme de l’élection présidentielle. Quarante-huit heures après l'annonce des résultats, plusieurs des soutiens de Bolsonaro (notamment des chauffeurs routiers) bloquent différents axes routiers à travers le pays, obligeant les forces de l’ordre à intervenir pour libérer les routes. Le 1er novembre 2022, après 48 heures de silence, le président annonce lors d’une conférence de presse au palais de l’Alvorada qu’il a l’intention de « respecter la Constitution », concédant à demi-mot sa défaite, mais sans féliciter son adversaire. Il déclare également que les manifestations en sa faveur « doivent être pacifiques », et que ces mouvements sont le fruit « d’un sentiment d’indignation et d’injustice ». Son chef de cabinet annonce dans la foulée le début de la transition entre les deux administrations présidentielles. Le 23 novembre, Jair Bolsonaro dépose un recours officiel devant le Tribunal supérieur électoral, contestant les résultats de l’élection présidentielle. Celui-ci est rejeté le jour même.

### Départ pour les États-Unis
Jair Bolsonaro quitte le Brésil pour les États-Unis le 30 décembre, deux jours avant la fin de sa présidence, après avoir fait ses adieux à ses militants, auxquels il a déclaré avoir « donné le meilleur de lui-même ». Pour la première fois depuis 1985, un président brésilien sortant ne remet pas l’écharpe présidentielle à son successeur.
Le mandat présidentiel de Jair Bolsonaro s’achève le 1er janvier 2023, Luiz Inácio Lula da Silva lui succédant à la présidence du Brésil.

## Après la présidence

### Invasion de la place des Trois Pouvoirs et démêlés judiciaires
Le 8 janvier 2023, plusieurs milliers de manifestants n’acceptant pas la défaite de Jair Bolsonaro à l’élection présidentielle envahissent des institutions sur la place des Trois Pouvoirs à Brasilia, dont le Congrès national, le palais présidentiel du Planalto et le tribunal suprême fédéral. Des actes de vandalisme et de destruction sont alors commis au sein des bâtiments. La police militaire ne parvient à reprendre le contrôle de la situation qu’après plusieurs heures.
Sur son compte Twitter, Jair Bolsonaro réagit quelques heures après les évènements : il déclare condamner les « déprédations et invasions de bâtiments publics » et, accusé par son successeur Lula d’être à l’origine des évènements, répond qu’il « répudie les accusations sans preuves qui m’ont été attribuées par l’actuel chef de l’exécutif du Brésil ». Néanmoins, il partage le 10 janvier, sur son compte Facebook, une vidéo de l’un de ses partisans, procureur de l'État du Mato Grosso du Sud, où apparaît la légende « Lula n’a pas été élu par le peuple : il a été choisi par le Tribunal suprême fédéral et par le Tribunal supérieur électoral » ; cette vidéo est retirée quelques heures plus tard,.
À la suite de cette publication, le 13 janvier, le juge Alexandre de Moraes annonce que l’ancien chef de l’État est désormais inclus dans l’enquête sur le saccage des institutions nationales par certains de ses soutiens.
Jair Bolsonaro revient au Brésil le 30 mars 2023 avec l’intention de prendre la tête de l’opposition à Lula. Il devient président d’honneur du Parti libéral.
Le 30 juin 2023, il est condamné à huit ans d’inéligibilité (pt) pour avoir abusé de son pouvoir et jeté des doutes infondés sur le système de vote électronique du pays. Sa défense a cependant fait savoir qu’elle ferait appel de cette décision. Le jugement des sept magistrats du Tribunal supérieur électoral (TSE) de Brasilia, décidé à cinq voix contre deux, prive donc à cette date l'ancien président brésilien d'une candidature en vue de l'élection présidentielle qui aura lieu en 2026. En mars 2024, d'anciens chefs d'état-major de l'armée de terre et de l'armée de l'air soutiennent que Jair Bolsonaro aurait fomenté un coup d'état, après avoir perdu l'élection présidentielle d'octobre 2022. Le 18 mars 2024, Jair Bolsonaro est inculpé par un tribunal, accusé d'avoir menti sur son statut vaccinal contre le COVID-19. Le 20 novembre 2024, le rapport de la police fédérale recommande l’inculpation de Jair Bolsonaro pour tentative de « coup d’Etat » en 2022, Le rapport de la police doit ensuite être remis par la Cour suprême au procureur général, qui décidera ou pas d’engager poursuites.
En 2024, une enquête de la police fédérale brésilienne accuse Jair Bolsonaro d'avoir participé à un complot visant à renverser la démocratie par un coup d'État militaire pour empêcher l'investiture de Luiz Inácio Lula da Silva après l'élection présidentielle de 2022. Selon le rapport, Bolsonaro aurait joué un rôle central dans la planification de ce projet impliquant des membres de haut rang de l'armée, bien que certains chefs militaires aient refusé de soutenir cette initiative. Le complot incluait des plans d'arrestation ou d'assassinat de dirigeants, y compris l'assassinat de Lula, ainsi que la prise de contrôle des médias pour justifier une intervention militaire. Bolsonaro dénonce une persécution politique. En février 2025, Jair Bolsonaro, est formellement inculpé d'avoir fomenté le coup d'État en 2022. En mars 2025, le Tribunal suprême fédéral décide de la tenue d'un procès contre Jair Bolsonaro pour sa participation à un coup d'État. En juillet 2025, il est placé sous bracelet électronique pour obstruction à la justice et d'autres chefs d’accusation similaires car la mise en place de droits de douane de 50 % sur les produits brésiliens vers les États-Unis par Donald Trump, est justifié par ce dernier par les procédures judicaires à l'encontre de Jair Bolsonaro Le 24 juillet 2025, la Cour suprême averti Jair Bolsonaro, qu'il risque la prison s'il enfreint, une interdiction de s'exprimer sur les réseaux sociaux.

## Prises de position et polémiques

### Positionnement
Souvent qualifié de nationaliste, populiste ou fasciste, Jair Bolsonaro est généralement classé à l’extrême droite de l’échiquier politique,,,. Selon La Croix, « il devra montrer qu'il a une stature d'homme d'État après avoir mené pendant près de trois décennies une modeste carrière de député d'extrême droite » et « a régulièrement affiché sans complexe sa nostalgie des “années de plomb” de la dictature militaire ». Pour l'Express c'est « l'extrême droite au pouvoir ». « Dans sa ligne de mire, pêle-mêle : les Noirs, les femmes, les membres de la communauté LGBT, mais aussi les militants de gauche, les Indiens, les membres du mouvement paysan des sans-terre (MST) et d'ONG, les défenseurs de l'environnement et les journalistes ». Selon Gaspard Estrada, spécialiste de l'Amérique latine à Sciences Po, Jair Bolsonaro « sera tenté de prendre des mesures très dures, sans passer par le Parlement » et craint « une multiplication d'actes violents avec la permission, par omission, du gouvernement Bolsonaro ». Jair Bolsonaro a dit qu'il déclarerait « terroristes » les militants du MST. Selon Maud Chirio, maître de conférences à l'université Paris-Est-Marne-la-Vallée, son slogan, « Le Brésil au-dessus de tout, Dieu au-dessus de tous », est « une référence assumée au Deutschland über alles (Allemagne au-dessus de tout), l'hymne nazi ».

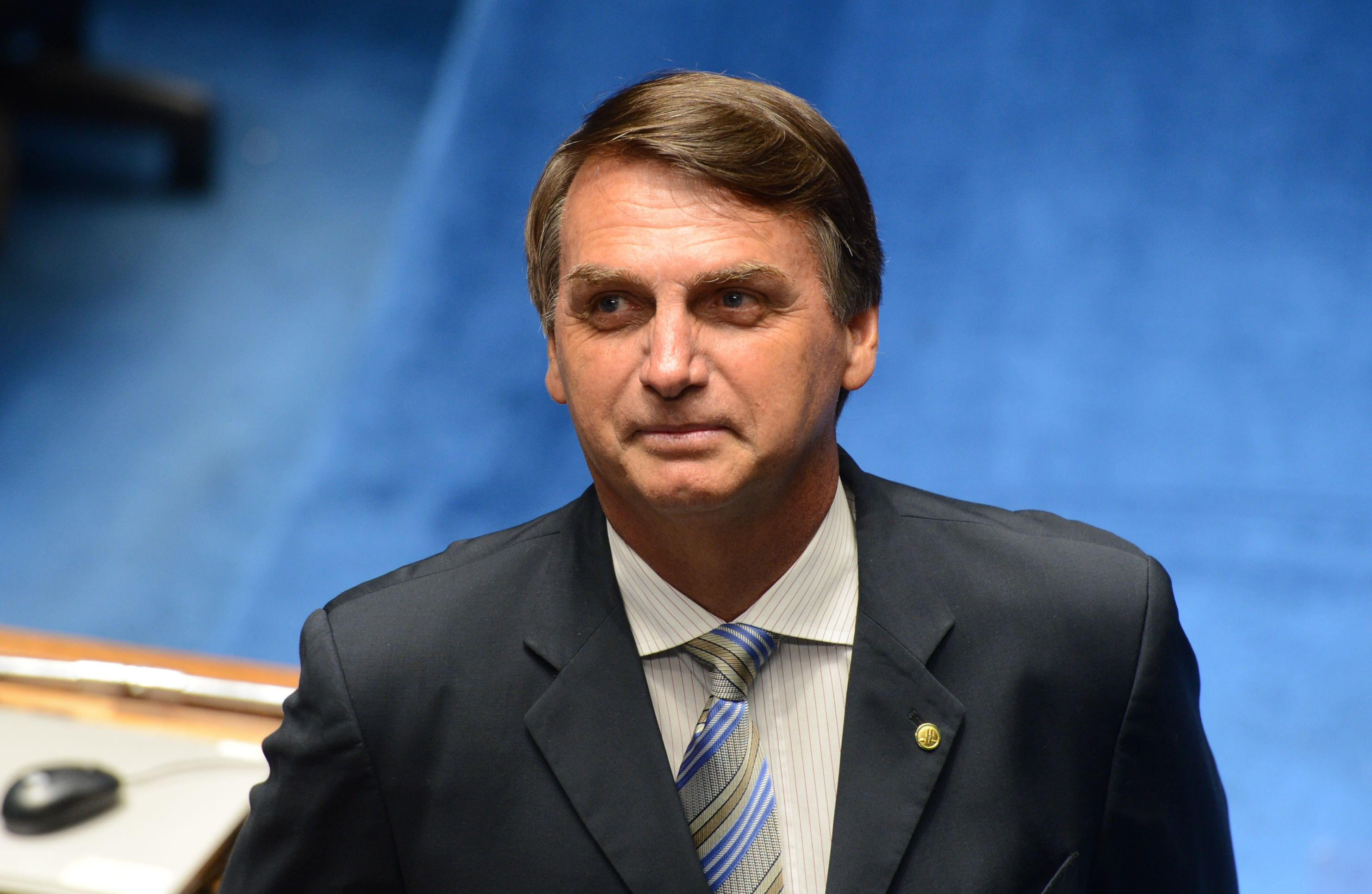
Jair Bolsonaro en 2014.

Ses partisans le définissent comme un conservateur de droite. Il appartient au courant conservateur dit de la « Bancada B.B.B » (pour « Banc de la Balle, de la Bible et du Bœuf »), qui regroupe les parlementaires liés aux intérêts de la police militaire, des églises évangéliques et de l’agro-industrie,. Il entretient une relation particulièrement conflictuelle avec les médias. Pour le consultant politique Jesus Silva Herzog Marquez, Jair Bolsonaro n'est pas un populiste de droite, comme le présente une partie de la presse, mais un fasciste. Au contraire, l'analyste politique Carlos Pereira ne le voit pas comme un fasciste, mais comme un « conservateur prémoderne du XIXe siècle » ne s’étant « jamais modernisé ». En France, l'historienne Armelle Enders indique : « Bolsonaro est d’ailleurs le candidat de la bourgeoisie brésilienne – de la haute à la petite – et du patronat, même s’il a considérablement élargi son électorat à d’autres strates de la société. […] Le discours de Bolsonaro, faiblement articulé, se réduit à un ultranationalisme chimiquement pur, totalitaire et vengeur. ».
Durant son mandat présidentiel, certains médias présentent l'intellectuel Olavo de Carvalho comme son « gourou », une influence que celui-ci exercerait également auprès de ses fils Flávio, Eduardo et Carlos,. Il joue un rôle décisif dans le choix des ministres de l’Éducation Ricardo Vélez Rodríguez et Abraham Weintraub, et de celui des Affaires étrangères, Ernesto Araújo,. Selon Le Monde, il serait devenu plus influent auprès de Jair Bolsonaro que les militaires occupant les postes stratégiques du pays.

### Économie
En 2018, il s’affiche comme un défenseur du libre marché et appelle à la privatisation de plusieurs sociétés publiques. Des analystes indiquent que son parcours politique n’en fait pas pour autant un partisan acharné du libéralisme économique. Il tient ainsi un discours protectionniste en dénonçant l’importance des investissements chinois au Brésil ; selon lui, « la Chine n'achète pas au Brésil : la Chine achète le Brésil »,.
Il a condamné les aides sociales apportées aux plus pauvres sous la présidence de Lula, estimant que celles-ci « nourrissent une population de bandits et de fainéants. ». Dans l’entre-deux-tours de l'élection présidentielle de 2018, il revient sur sa proposition de supprimer le treizième mois des salariés et propose son intégration dans le programme social Bolsa Família,.

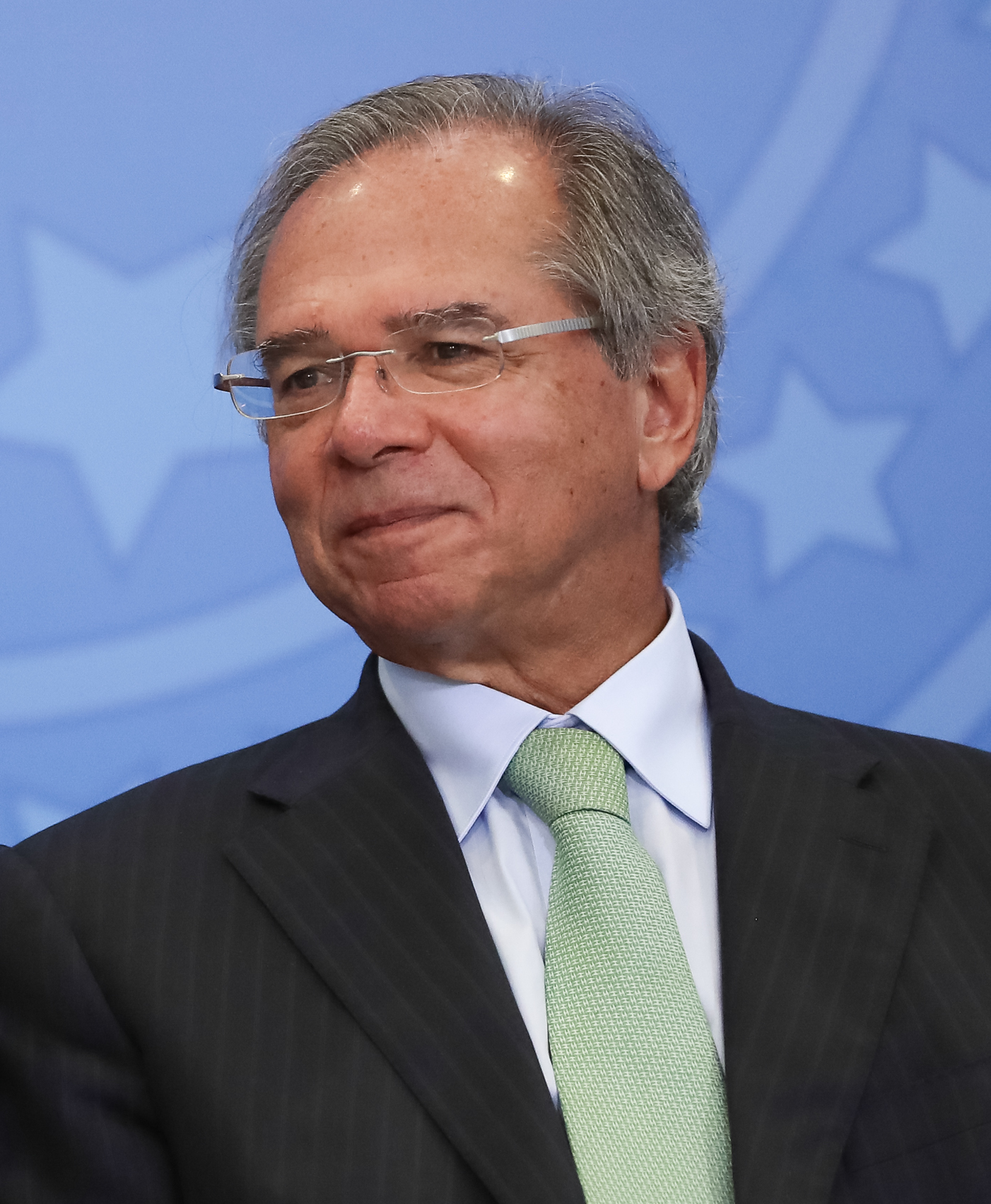
Paulo Guedes, ministre du gouvernement Bolsonaro et membre des « Chicago Boys ».

Selon La Croix, « même s'il avoue ne rien comprendre à l'économie, il est parvenu à gagner la confiance des marchés grâce à son gourou Paulo Guedes, un "Chicago Boy" ultra-libéral qui sera un "super ministre" de son gouvernement, également composé de sept militaires, sur 22 ministres au total. »
En novembre 2019, après avoir fait adopter une réforme des retraites, Jair Bolsonaro s'engage dans une politique d'austérité.
La faim progresse au Brésil pendant sa présidence. Selon les données de la FAO, la proportion de Brésiliens en situation d'insécurité alimentaire est passée de 20 % pour la période 2017-2019 à 29 % en 2019-2021.

### Sécurité et dictature
Mettant l’accent sur l’importance de la sécurité publique, il se montre, avant son élection, partisan de la majorité pénale à 16 ans, du port d'armes, de la peine de mort et de l'utilisation de la torture contre les trafiquants de drogue,,. En 2008, pour réduire la criminalité et la pauvreté, il se prononce pour un contrôle des naissances au moyen de la stérilisation forcée des individus pauvres n’ayant pas reçu d'éducation et des criminels. Il exprime régulièrement sa nostalgie pour la dictature militaire, qualifiant le coup d’État de 1964 de « révolution démocratique ». Il déclare dans un entretien radiophonique que l'« erreur de la dictature a été de torturer au lieu de tuer ». Il proclame également son admiration pour le dictateur chilien Augusto Pinochet. Lors de la campagne présidentielle de 2018, il affirme que son objectif est de faire que le Brésil « ressemble à ce qu'il était il y a 40 ou 50 ans ».
Le 21 octobre 2018, il déclare que s'il est élu président, il lancera une purge « comme jamais le Brésil n'en a connu ». Il dit que les dirigeants du Parti des travailleurs « devront tous pourrir en prison », et déclare, à propos des mouvements de gauche : « Ils vont devoir se soumettre à la loi comme tout le monde. Ou ils s'en vont, ou ils vont en prison. »,,. Peu après sa prise de fonction, il promet de destituer les fonctionnaires qui auraient des idées « communistes ».
Après son élection à la présidence du Brésil, il s'oppose au rétablissement de la peine de mort, considérant qu'il s'agit d'« une clause immuable de la Constitution ». Il encourage l'armement massif des Brésiliens : les permis de possession d'une arme à feu ont augmenté de 474 % de 2018 à 2022.
En août 2019, il laisse entendre que le père de Felipe Santa Cruz, président de l'ordre des avocats du Brésil, a été tué par un groupe de gauche auquel il appartenait et non par la junte. En septembre de la même année, il fait l'éloge de la dictature d'Augusto Pinochet, et s'en prend à Alberto Bachelet, père de l'ancienne présidente chilienne Michelle Bachelet, qui venait de dénoncer un « rétrécissement de l'espace démocratique » au Brésil, en écrivant : « Elle oublie que le Chili n'est pas devenu un nouveau Cuba grâce à ceux qui ont eu le courage de renverser la gauche en 1973 ; parmi ces communistes, son père ».

### Hostilité aux minorités
Lors de son élection à la présidence de la République, il est connu des Brésiliens pour ses prises de position sexistes, homophobes et racistes. Ses propos polémiques à l'égard des femmes, des homosexuels, des Noirs et des peuples indigènes lui valent des poursuites judiciaires en 2018.

#### Droits des femmes
Avant son élection comme président, il tient des propos ouvertement misogynes,. À la députée fédérale Maria do Rosário, qui venait de le traiter de violeur, il lance en 2003 qu'il ne pourrait pas la violer, car elle « ne le mérite pas », puis déclare en 2014 que c'est parce qu'elle est mauvaise et laide,,,. En juin 2019, la justice le contraint à lui présenter des excuses publiques, à payer une amende et à la dédommager. En 2017, il déclare qu'il faut en « finir avec cette histoire de féminicide ». Il prône le port d'armes pour les femmes, l'alourdissement des peines pour les violeurs et la mise en place de la castration chimique pour ceux-ci.
Il est vivement hostile à l'avortement, au planning familial ou encore à l’égalité salariale entre femmes et hommes,,. C’est sous son mandat que le Brésil rejoint, le 22 octobre 2020, les 34 autres pays signataires de la Déclaration de consensus de Genève sur la promotion de la santé des femmes et le renforcement de la famille : il s'agit d'une déclaration antiavortement, qui consacre l’importance du modèle familial traditionnel et le « devoir » de protéger la vie de tout fœtus. Il nomme Raphael Camara Medeiros Parente, gynécologue anti-IVG défendant l’abstinence sexuelle, à la tête du secrétariat du ministère chargé des Soins de santé primaire.
Son élection à la présidence de la République engendre une régression générale des droits des femmes dans le pays. Selon les autrices d'un rapport de la Fondation Jean-Jaurès de 2023 sur les droits des femmes, il contribue largement, avec son gouvernement, à diffuser une culture du viol qui peut expliquer la hausse des féminicides recensés dans le pays sous son mandat.
Ces autrices relèvent que Jair Bolsonaro « a été élu grâce aux votes des États les plus aisés, majoritairement peuplés de Blanc∙he∙s et d’évangéliques », qui « [priorisent] la morale religieuse et la protection d’un modèle familial traditionnel », et « se montrent hostiles à toute politique progressiste en matière d’égalité de genre ». De leur côté, les chercheurs en genre Laura Barros et Manuel Santos écrivent : « La victoire surprenante de Bolsonaro à la présidentielle brésilienne s'explique en partie par la manière dont la crise économique a interagi avec les normes de genre en vigueur. Dans les régions où les hommes connaissent des licenciements plus nombreux, on constate une augmentation de la part des votes en faveur de Bolsonaro. En revanche, dans les régions où les femmes subissent davantage de suppressions d'emplois, ses résultats électoraux sont proportionnellement plus faibles. Cela peut s'expliquer par le fait que les hommes se sentent plus poussés à voter pour un personnage qui incarne les stéréotypes masculins de sorte à compenser la baisse du statut économique et social ».

#### Droits LGBT
Jair Bolsonaro revendique le qualificatif d'homophobe plusieurs fois avant son élection comme président de la République,, et s'oppose à l'union civile entre deux personnes de même sexe alors que le Conseil national de justice a légalisé le mariage homosexuel au Brésil,. Lors de la campagne présidentielle de 2018, il se défend de toute homophobie,. Après son élection, il se prononce pour des peines plus lourdes pour les agressions homophobes. En avril 2019, il déclare « craindre que [le Brésil devienne] un paradis du tourisme gay », puis réussit avec succès à faire retirer un spot publicitaire de la banque du Brésil où apparaissent des personnes noires et transgenres. En juin de la même année, il critique une décision du Tribunal suprême fédéral ayant criminalisé l'homophobie, estimant qu'une telle question relève du pouvoir législatif et que cette décision conduira les employeurs à « réfléchir à deux fois » avant d'embaucher des personnes homosexuelles par crainte de poursuites. Les agressions LGBTQIAphobes connaissent une recrudescence au Brésil après son élection à la présidence.

#### Racisme
Il est accusé de tenir à plusieurs reprises des propos racistes,, notamment envers les peuples indigènes et les Noirs, qu'il ne souhaite pas voir bénéficier des quotas ethniques dans les universités,,,,,. Il est également hostile aux revendications des paysans sans-terre, qualifiant ses membres de « terroristes »,,.

#### Travail des enfants
En juin 2019, en évoquant son propre passé de planteur de maïs et de cueilleur de bananes à l'âge de huit ans, tout en étudiant en parallèle, il déclare : « Quand un enfant âgé de neuf ou dix ans travaille quelque part, il y a plein de monde pour dénoncer le travail forcé ou le travail des enfants. Mais s'il est en train de fumer du crack, personne ne dit rien ». Il ajoute que « le travail donne de la dignité aux hommes et aux femmes, peu importe l'âge » et que l'affirmer n'est pas « de la démagogie » mais « la vérité ». Ses propos suscitent alors une polémique dans un pays où le travail des enfants est interdit avant 16 ans, sauf pour les apprentis, qui peuvent commencer dès l'âge de 14 ans.

#### Scandale des bijoux
En mars 2023, un journal brésilien révélait l'affaire des bijoux de Bolsonaro. Il est accusé d'avoir tenté de faire passer en contrebande des bijoux au Brésil, offerts par la famille royale d'Arabie saoudite. En 2021, dons de 3 millions d'euros offerts par l'Arabie saoudite à Michelle Bolsonaro. De plus, un deuxième ensemble d'articles de luxe de 70 000 euros, que Jair Bolsonaro aurait réussi à faire passer clandestinement au Brésil, a été révélé. Cependant, Bolsonaro a nié avoir fait rien illégal. En outre, le 15 mars, un tribunal brésilien a ordonné à Bolsonaro de restituer les bijoux. En vertu de la loi brésilienne, les agents publics ne peuvent conserver que les cadeaux à la fois hautement personnels et d'une valeur monétaire minimale. De plus, les voyageurs entrant au Brésil avec des marchandises d'une valeur supérieure à 1 000 dollars sont tenus de les déclarer et de payer les taxes d'importation.

### Politique internationale

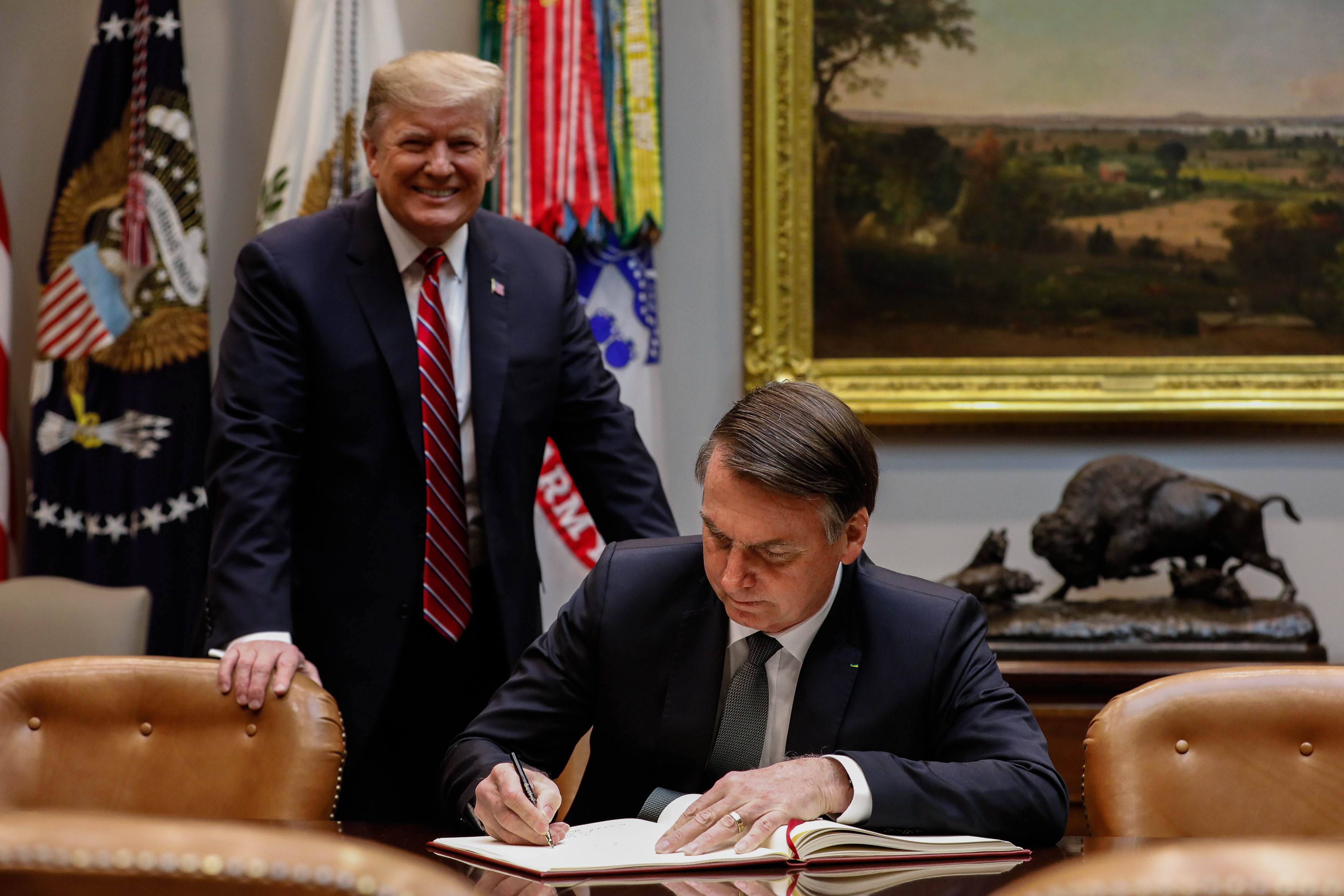
Jair Bolsonaro avec le président américain Donald Trump (mars 2019).

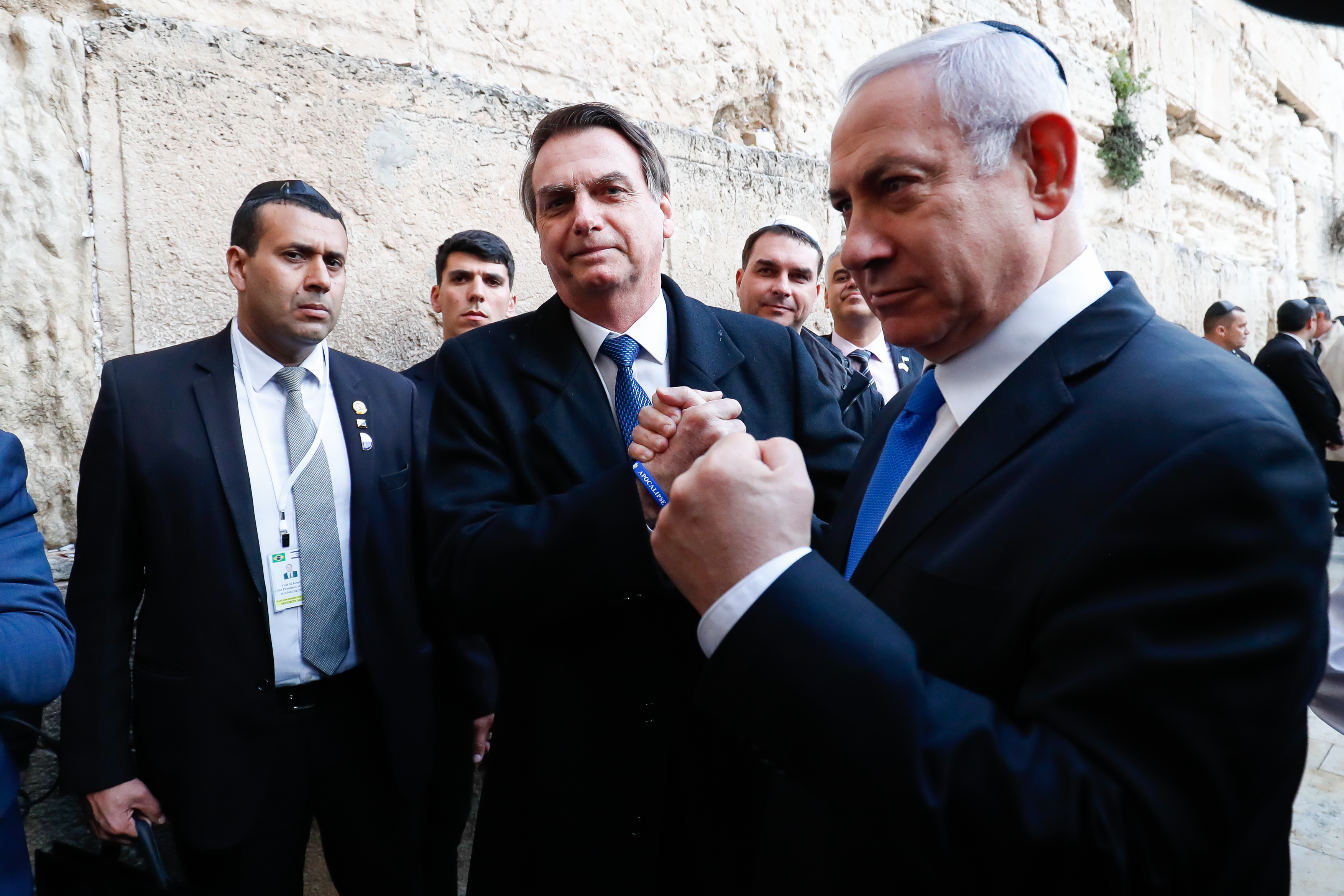
Jair Bolsonaro avec Benjamin Netanyahu au Mur des Lamentations (avril 2019).

En 1999, alors qu'il est membre du Parti progressiste (droite conservatrice), il déclare dans le journal Estadão de S.Paulo qu'Hugo Chávez est un « espoir pour l'Amérique latine » et qu'il « espère que sa philosophie arrivera au Brésil ». Interrogé sur le soutien de la gauche vénézuélienne à Chavez, il répond : « Je ne suis pas anticommuniste et lui non plus. En fait, il n'y a rien de plus proche du communisme que le milieu militaire »,. Il s’oppose par la suite à Chávez, qu’il qualifie de « dictateur », au même titre qu’Evo Morales ou Fidel Castro. En 2020, il apporte son soutien à l’idée suggérée par Donald Trump d’une intervention au Venezuela pour destituer Nicolás Maduro.
Il exprime son admiration pour le président américain Donald Trump, à qui il rend visite pour son premier déplacement à l’étranger et sa première rencontre bilatérale comme président du Brésil. Il souhaite obtenir des États-Unis le statut d’« allié majeur non membre de l’OTAN » qui permettrait l’achat de matériel et de technologie militaire américains, ainsi qu'une ouverture des marchés nord-américains à l’industrie brésilienne. L'AFP remarque qu'il « s'est totalement aligné sur l'administration Trump depuis sa prise de fonctions ».
Pro-Israël, il appelle au transfert à Jérusalem de l’ambassade brésilienne en Israël, et à la fermeture de l'ambassade de Palestine au Brésil,. L'universitaire Raphaël Gutmann relève en 2019 que cette prise de position, qui vise à séduire les évangéliques, n'a pas été mise en œuvre « sous la pression de l’agronégoce très actif dans les pays musulmans », et considère que « ce changement de cap illustre l’essence populiste du bolsonarisme ». En avril 2019, il devient le premier chef d'État étranger à se rendre au Mur des Lamentations à Jérusalem en compagnie d'un Premier ministre israélien, en l'occurrence Benjamin Netanyahu, alors en campagne électorale. Selon l'AFP, « il cherche à flatter son électorat évangélique, très attaché à Israël et qui a fortement contribué à sa victoire aux élections ».
En juillet 2019, après que Jean-Yves Le Drian a rencontré des membres d'ONG environnementales, Jair Bolsonaro annule l'entretien prévu avec celui-ci. Sa mauvaise relation avec Emmanuel Macron est avancée pour justifier cette décision. En août-septembre 2019, s'ensuit une polémique entre les deux hommes, Jair Bolsonaro et deux de ses ministres, dénonçant une ingérence de Macron et critiquant la première dame Brigitte Macron.

### Environnement
Affichant un déni du changement climatique, il se prononce pour le retrait du Brésil de l'accord de Paris sur le climat et pour la fusion du ministère de l'Environnement brésilien avec celui de l'Agriculture (qui promeut l'élevage et la culture industrielle du soja transgénique) ; il renonce finalement à cette fusion lors de la formation de son gouvernement. Il veut aussi construire une autoroute traversant la forêt amazonienne. Il entend répondre au lobby agroalimentaire en ouvrant de nouveaux droits à la culture du soja et à l'élevage, et en ouvrant les territoires des communautés indigènes aux entreprises minières, tout en assouplissant les lois relatives à la protection de l'environnement. Il dit vouloir interdire des ONG écologistes,. En 2019, en réaction aux prises de positions de Jair Bolsonaro, les deux plus gros contributeurs au Fonds Amazonie, la Norvège et l'Allemagne, suspendent leurs subventions à ce fonds notamment destiné à étudier et à préserver la forêt.
En juillet 2019, L'Express indique que « de tous les domaines où la politique du président d'extrême droite suscitait des inquiétudes — droits humains et sociaux, éducation, privatisations —, l'environnement apparaît celui où son action est la plus implacable ». Huit anciens ministres brésiliens de l'Environnement (tous ceux encore en vie depuis la transition) se réunissent en mai 2019 à São Paulo afin de dénoncer le « démantèlement systématique, constant et délibéré des politiques environnementales ». En août 2019, après avoir minimisé les chiffres de la déforestation, Jair Bolsonaro limoge Ricardo Galvao, directeur de l'Institut national de recherches spatiales, chargée de mesurer la déforestation de l'Amazonie, après avoir accusé celle-ci de publier des données « mensongères, au service des ONG ».
En 2019, à un journaliste lui demandant comment combiner « croissance et préservation de l'environnement » avant de rappeler que « la population mondiale augmente de plus de 70 millions par an » ce qui justifie un planning familial, il répond de façon ironique : « Il suffit de manger un peu moins. Vous me parlez de pollution environnementale. Il suffit de faire caca un jour sur deux, ce sera mieux pour tout le monde ».
Le 21 août 2019, alors que l'Institut national de recherches spatiales du Brésil (INPE) venait d'alerter sur le fait que la déforestation en juillet 2019 a été près de quatre fois plus importante qu'en juillet 2018 (bien que l'année soit moins sèche), et alors que des incendies la dévastent depuis des mois, Jair Bolsonaro insinue que les ONG environnementales sont responsables des feux de forêt et même qu'elles en auraient provoqué. Le 23 août, il fait appel à l'armée pour éteindre ces incendies. Dans le même temps, sa cote de popularité chute.
En janvier 2021, le cacique Raoni Metuktire, défenseur emblématique de la forêt amazonienne, demande à la Cour pénale internationale d'enquêter pour « crimes contre l'humanité » contre Jair Bolsonaro, accusé de « persécuter » les peuples autochtones en détruisant leur habitat et en bafouant leurs droits fondamentaux. En octobre 2021, l'ONG autrichienne AllRise dépose, elle aussi, une plainte à la CPI pour « crimes contre l'humanité » contre le président brésilien, mettant en cause son rôle dans la déforestation et ses impacts attendus sur la vie et la santé humaine à travers le monde.
En octobre 2021, la Cour Pénale Internationale reçoit une nouvelle plainte visant le Président Bolsonaro. Émanant de l’ONG autrichienne AllRise, elle pointe la responsabilité de Jair Bolsonaro dans la déforestation et ses répercussions sanitaires sur la planète. Des études[Lesquelles ?] attestent que la déforestation au Brésil (10 500 kilomètres carrés pendant le mandat de Jair Bolsonaro contre 6 500 kilomètres carrés entre 2009 et 2018) a fait de l’Amazonie, puits de carbone vital, un émetteur net de CO₂ en 2020. Les experts[Lesquels ?] évaluent à 180 000 le nombre de décès supplémentaires dans le monde imputables à la déforestation sous le mandat de Jair Bolsonaro, d’ici la fin du XXIᵉ siècle[réf. nécessaire].

### Peuples autochtones

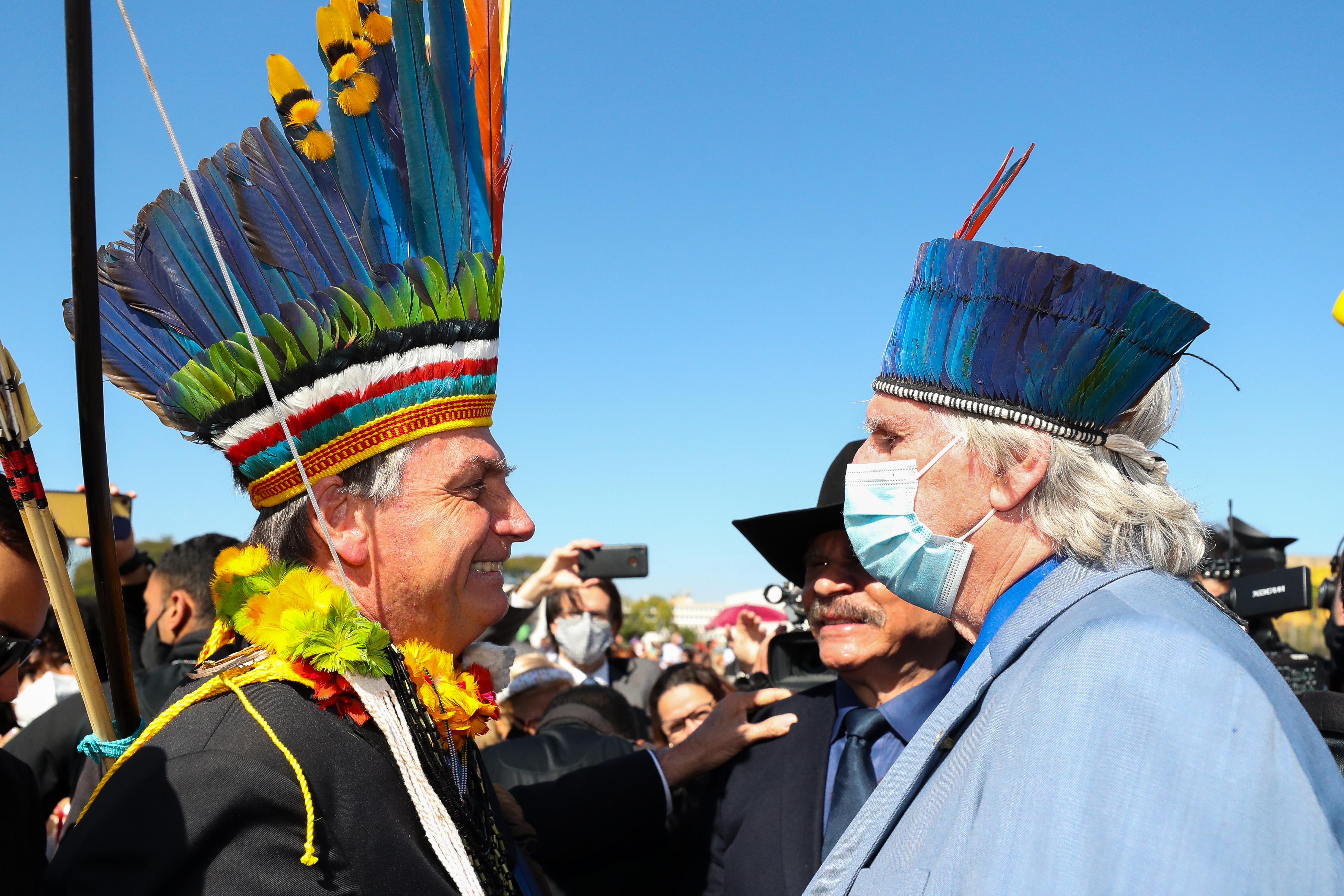
Jair Bolsonaro à la rencontre de dirigeants indigènes, en août 2021.

En novembre 2019, un collectif d’avocats et juristes brésiliens (parmi lesquels figurent deux anciens ministres de la Justice brésiliens José Carlos Dias et José Gregori, ainsi que l’avocate française Amélie Robine), dépose une plainte contre Jair Bolsonaro pour incitation au génocide des peuples indigènes devant la Cour Pénale Internationale (CPI). D’après les juristes, le discours de Jair Bolsonaro « sape l’application des lois qui protègent l’environnement et méprise les peuples indigènes, cause la violence contre ces peuples, et contre les militants des droits sociaux et environnementaux »[réf. nécessaire]. Parmi les accusations visant Jair Bolsonaro : tentative de démantèlement de la Fondation nationale de l’Indien (FUNAI), baisse des budgets du ministère de l’Environnement, licenciement des salariés des départements sociaux et environnementaux opposés à ces politiques de démantèlement… Selon le Collectif de défense des droits de l’Homme (Cadhu), le choix d’un procureur général aligné sur le programme anti-droits de Jair Bolsonaro et certaines des tentatives d’ingérence du président brésilien indiquent que les enquêtes liées à ces crimes ne figurent pas parmi les objectifs de Jair Bolsonaro.
En août 2021, c’est au tour de l'Articulaçao dos Povos Indígenas Brasil (Apib) d’accuser Jair Bolsonaro pour crime de génocide et écocide devant la Cour pénale internationale. Une première pour une représentation de peuples indigènes avec à sa tête, l’avocat Luiz Henrique Eloy Amado, originaire du peuple Terena. D’après l’avocat, Jair Bolsonaro a mené une politique « anti-indigène explicite, systématique et intentionnelle » qui a transformé « des organismes publics et des politiques auparavant dédiés à la protection des peuples indigènes en outils de persécution » de cette minorité dans l'intention de « créer une nation sans peuple indigène ».

### Culture
En mars 2018, il propose, en cas de victoire à la présidentielle, de nommer comme ministre de la Culture l'ancien acteur Alexandre Frota (pt). Il indique ensuite vouloir supprimer le ministère de la Culture ; cette suppression était déjà envisagée en 2016 par le gouvernement Temer.
En conflit avec les médias, qu'il accuse de le calomnier, il signe un décret dispensant provisoirement les entreprises de publier leurs résultats sur les pages des journaux.

### Nazisme et Shoah
En avril 2019, il suscite deux polémiques en affirmant que le nazisme est de gauche, puis qu’il peut « pardonner » sans oublier la Shoah. En 2022, après la polémique autour d'un youtubeur favorable à la création d'un parti nazi au nom de la liberté d'expression, il condamne toutefois fermement le nazisme.

## Résultats électoraux

### Élections présidentielles
| Année | Premier tour | Premier tour | Premier tour | Premier tour | Second tour | Second tour | Second tour | Second tour |
| Année | Voix         | %            | Rang         | Issue        | Voix        | %           | Rang        | Issue       |
| ----- | ------------ | ------------ | ------------ | ------------ | ----------- | ----------- | ----------- | ----------- |
| 2018  | 49 277 010   | 46,0         | 1er          | Qualifié     | 57 797 847  | 55,1        | 1er         | Élu         |
| 2022  | 51 072 345   | 43,2         | 2e           | Qualifié     | 58 206 354  | 49,1        | 2e          | Battu       |

### Élections législatives
| Année |       |         |     |      |       |
| Année | Parti | Voix    | %   | Rang | Issue |
| ----- | ----- | ------- | --- | ---- | ----- |
| 2014  | PP    | 464 572 | 6,1 | 1    | Élu   |
| 2010  | PP    | 120 646 | 1,5 | 11   | Élu   |
| 2006  | PP    | 99 700  | 1,2 | 14   | Élu   |
| 2002  | PPB   | 88 945  | 1,1 | 21   | Élu   |
| 1998  | PPB   | 102 893 | 1,4 | 10   | Élu   |
| 1994  | PPR   | 111 927 | 2,5 | 3    | Élu   |
| 1990  | PDC   |         |     |      | Élu   |